# Glossaire de la maçonnerie
Ce glossaire reprend les termes anciennement employés ou employés en maçonnerie (voir aussi le lexique de l'archéologie et le glossaire de l'architecture).
Le métier de maçon a été façonné de manière disparate par les ressources souterraines locales et la terminologie utilisée en construction est partiellement liée au terroir et à des traditions multiséculaires. La pénurie en pierre de taille de qualité a fait de Londres une ville de brique. Paris a été construite avec le calcaire lutétien du bassin parisien et le métier de maçon s'en est trouvé transformé.
À Paris, avant l'apparition du béton, le travail du maçon se fait étroitement avec les carrières et les tailleurs de pierre (voir à ce sujet le lexique de la pierre naturelle) mais aussi le travail du plâtre. Cette association avec le travail du plâtre l'a fait appeler maçon-plâtrier (voir à ce sujet le lexique du plâtre). Le maçon-plâtrier hourdait et enduisait les cloisons en plâtre (c'est-à-dire les remplissait, les maçonnait en plâtre), réalisait des moulures. Les murs de pierre étaient jointoyés en plâtre a posteriori au moyen d'une espèce de grand couteau pointu et emmanché appelé « fiche ». Cette mise en œuvre des maçonneries sera abandonnée au profit du hourdage à bain, toujours en plâtre (pose à « plein bain de mortier »). Actuellement, avec l'usage du béton, mais aussi la mécanisation, la manière de travailler et les outils ne sont plus tout à fait les mêmes. Le plâtre n'est plus utilisé que pour le plafonnage par un ouvrier bien distinct, le plafonneur ou plâtrier.
- Haut – A
- B
- C
- D
- E
- F
- G
- H
- I
- J
- K
- L
- M
- N
- O
- P
- Q
- R
- S
- T
- U
- V
- W
- X
- Y
- Z

## A
- Abat-jour - Baie de fenêtre[3], dont le plafond et l'appui, et quelquefois l'un séparément de l'autre, sont inclinés à l'horizon[M 1].
- Abattre - Démolir une maison, un mur, un plancher, etc.[M 1].
- Accoudoir - Voir Lexique des murs.
- Acier - Poutrelle en acier, utilisée en maçonnerie pour concevoir des linteaux ou en façade soutenir une assise de briques ou de pierre placée au-dessus du vide.
- Acrotère - Balustrade en bord de terrasse, mur acrotère en toiture, acrotère de fronton antique.
- Aération - Aération de la cave - Élément en T destiné à évacuer l'humidité excédentaire de la cave qui fait communiquer l'ambiance intérieure de la cave avec l'air extérieur.
- Affaisser - Action d'un bâtiment qui manque par les fondations, qui s'abaisse par son propre poids ; un mur s'affaisse lorsqu'il sort de son aplomb ; un plancher s'affaisse quand il perd son niveau soit par une trop grande charge ou autrement[M 1].
- Affleurer - C'est réduire deux corps saillants l'un sur l'autre à une même surface. Désaffleurer - C'est le contraire[M 1].
- Aide-maçon - Voir Manœuvre[M 2].
- Aiguille ou Trépan - Voir Lexique de la pierre naturelle (Taille).
- Aile de bâtiment, aile de pont, aile de lucarne, aile de cheminée - Voir Aile.
- Aire - Voir Lexique de la pierre naturelle (Appareil).
- Aire, Aire simple, Aire ordinaire, Aire de moellons, Aire de chaux et ciment[4], Aire de recoupes - Voir Chape (Histoire).
- Aisances : Terme ancien pour désigner les toilettes ; Fosse d'aisance - Ancêtre de la fosse septique.
- Aisselle - Voir Lexique des arcs et voûtes.
- Alette - Partie du nu du mur entre un pilastre et la tête du Pied-droit[M 3].
- Aligner - Réduire plusieurs corps à une même saillie. Les murs sont alignés lorsqu'en bornoyant, c'est-à-dire en regardant d’un œil en fermant l’autre, les moellons paraissent à l'œil sur une même ligne[M 3].
- Allée - Anciennement, Passage commun pour aller depuis la porte de devant d'un logis jusqu'à la cour ou à l'escalier[M 3].
- Allège - Partie du mur (intérieur ou extérieur) située entre le plancher et l'appui de fenêtre - Anciennement, mur d'appui dans l'embrasure d'une fenêtre[3] et qui a moins d'épaisseur que le reste du mur[M 3].
- Angle - Cavité qui sépare les bossages. On dit aussi angle saillant et angle arrondi comme on dit angle rentrant[M 3].
- Annulaire (Pierre annulaire) - Voir Lexique de la pierre naturelle.
- Appareil - Appareil réglé, Appareiller, Appareilleur- Voir Lexique de la pierre naturelle (Appareil).
- Appentis - Bâtiment bas et petit appuyé contre un plus haut et dont la couverture n'a qu'un égout[M 3].
- Appui de fenêtre - Tablette en pierre qui se pose sous les fenêtres[3],[M 3].
- Aqueduc - Conduite d'eau d'un lieu à un autre par un canal sous terre ou élevé au-dessus[M 3].
- Arase - Niveau supérieur d'un ouvrage de maçonnerie, généralement mis bien à plat, servant de base pour la suite de la construction[M 3].
- Arc - arcade, arceau, arche - Voir Lexique des arcs et voûtes.
- Architrave - Voir Lexique des colonnes.
- Archivolte - Voir Lexique des arcs et voûtes.
- Arête - Voir Lexique de la pierre naturelle (Taille).
- Argile - Terre grasse propre à faire la tuile, la brique le carreau, la bauge[M 4]. Mortier de terre - mortier constitué d'argile ou de terre franche (Voir Bauge) ; Béton naturel ou béton de terre - termes désignant, le béton d'argile, le torchis, la Bauge utilisé dans comme hourdage des pans de bois, dans les techniques du pisé, du bousillage, dans les brique de terre crue, adobe ou moulées mécaniquement comme les briques de terre compressée, etc. (Voir Construction en terre). L'argile est cuite dans la fabrication des briques, tuiles et boisseaux de terre cuite mais aussi dans les faïences utilisées comme carrelage en intérieur. L'argile la plus pure s'appelle kaolin.

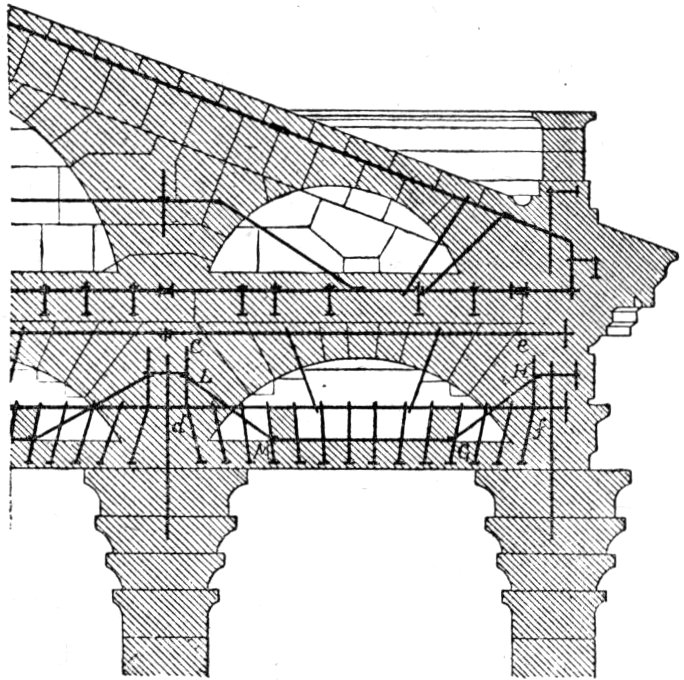
Pierre armée - Panthéon de Paris, de Jacques-Germain Soufflot.

- Pierre armée - Panthéon de Paris, de Jacques-Germain Soufflot. Armé- Béton armé - Béton de ciment rendu plus résistant mécaniquement par adjonction d'une armature en barres d'acier (barre à béton) ; Pierre armée - Maçonnerie en pierre rendue plus résistante mécaniquement par adjonction d'une armature en fer ou en acier.
- Arrière-corps - Bâtiment qui accompagne un avant corps et qui a moins de saillie[M 5].
- Arrière voussure - Voir Lexique des arcs et voûtes.
- Ascenseur - dispositif mobile ou semi-mobile assurant le déplacement des personnes (et des objets) en hauteur sur des niveaux définis d'un bâtiment ; cage d'ascenseur - Voir Cage.
- Assise ou Cours d'assise - Rangs de pierres taillées d'une même hauteur dans la construction d'un mur. On dit première seconde, troisième assise - Pour les termes afférents, voir assise (Vocabulaire).
- Astragale - Voir Lexique des colonnes.
- Attente, maçonnerie en attente, barre en attente (en parlant des barres de béton), ouvrages conçus pour établir la liaison avec le bâtiment qu'on projette. Pierres d'attente - Pierre en saillie posées alternativement à l'extrémité d'un mur pour former liaison avec celui qu'on peut bâtir dans la suite[M 6] ; on utilisait autrefois le terme « arrachement », qui désignait les pierres, moellons, ou briques neuves qui servaient à former liaison d'une maçonnerie nouvelle avec l'ancienne. Ainsi quand on rétablissait un mur, on démolissait tout ce qui était mauvais et même quelques parties bonnes pour liaisonner la nouvelle maçonnerie avec l'ancienne, ce qui s'appelle former des arrachements[M 4].
- Âtre - Anciennement, partie d'un plancher au droit d'une cheminée sur laquelle on faisait le feu ; aussi la partie intérieure de la cheminée. On disait encore âtre d'un four, âtre relevé ou faux âtre - celui fait en briques ou formé d'une plaque de fonte élevée sur des tasseaux au-dessus du plancher[M 6]. Aujourd'hui on utilise plus volontiers le terme feu ouvert.
- Attique - Petit ordre d'architecture qui couronne le haut d'un édifice[M 6].
- Auge ou gamatte - Récipient de forme rectangulaire dans lequel le maçon, ou le plâtrier gâche et entrepose le mortier ou le plâtre ; Augée - auge pleine de plâtre ou de mortier[M 6].
- Auget - Réservoir en plâtre fait au bord du joint de deux pierres destiné à recevoir le plâtre ou le mortier destiné à sceller les pierres[5].
- Aval : côté de l'embouchure d'une rivière (parapet d'aval d'un pont) ; le côté de la source se nomme amont[M 6].
- Avant-corps - Partie saillante d'un corps d'architecture sur un autre corps soit par rapport aux plans soit par rapport aux élévations sans avoir égard à leur largeur ni à leur épaisseur[M 6].

## B
- Badigeon - Espèce de peinture faite avec des recoupes de pierres écrasées passées au tamis et délayées dans de l'eau servant à donner la couleur de pierre aux enduits de plâtre à l'extérieur des maisons ; Badigeonner - Colorer avec du badigeon un ravalement en plâtre fait sur un pan de bois ou sur un mur de moellons de briques[M 7].
- Baguette - Petite moulure ronde[M 7].
- Bahu - Dernière assise d'un mur de parapet de pont ou de mur de quai qui est taillé en bahu[M 7].
- balai - Outil destiné à balayer, et fait d'un assemblage de filaments plus ou moins souples fixés sur une monture.
- Balcon - saillie construite en pierres qu'on pratique au devant d'une ou de plusieurs fenêtres[3] s[M 7].
- Balèvre : excédant du parement d'une pierre sur celui des pierres adjacentes dans le parement d'un mur de la douelle d'une voûte ou sur le dessus des dalles et marches d'un perron, le dallage d'un vestibule, d'un couloir, etc. La suppression de ces inégalités se nomme taille de balèvre ; pour tout dallage et marche et généralement pour toutes pierres posées horizontalement, la taille faite sur les assises des murs des voûtes..., se nomme ragrément[M 7].
- Baliveaux - Voir Échafaudage (Histoire).

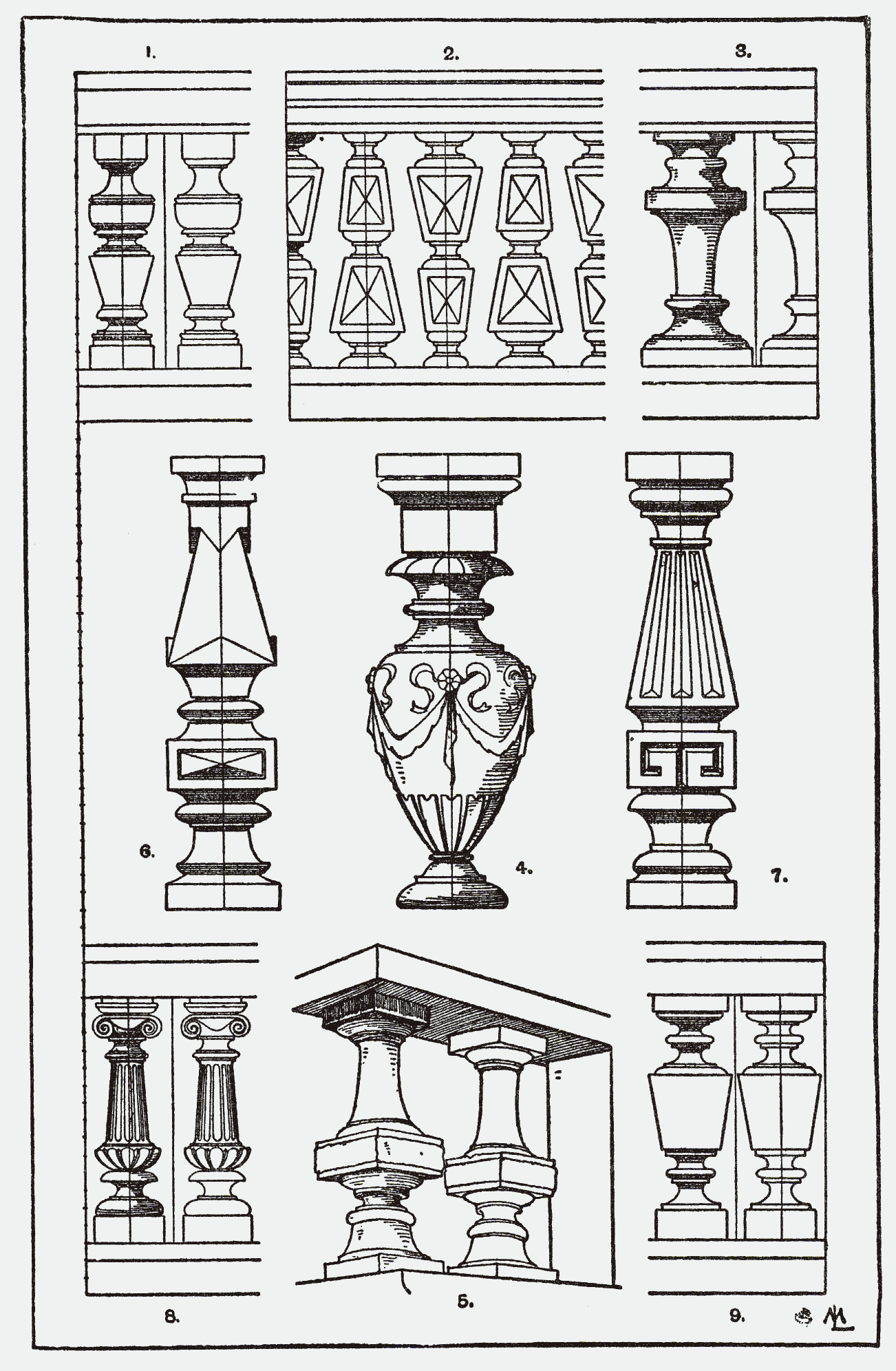
Balustres

- Balustres Balustrade - Appui formé de balustres et couvert d'une tablette ; Balustre - Petite colonne ou pilastre orné de moulures, rond ou carré dont on remplit le dessous d'une tablette d'appui en le posant sur un socle. Un balustre se compose de quatre parties la première est le piédouche ou socle, la seconde la poire ou panse la troisième le col et la quatrième le chapiteau[M 8] ; Balustrade - Par extension, clôture ajourée ou non, à hauteur d'appui le long d'un escalier, d'une terrasse, d'un pont, etc.
- Bain (Mettre à) : voir Hourder.
- Bandeau - Bande plate et unie faisant saillie sur le nu d'un mur autour d'une baie de porte ou de fenêtre[3] en forme de chambranle[M 8]. Saillie horizontale continue longeant le nu d'une façade correspondant.

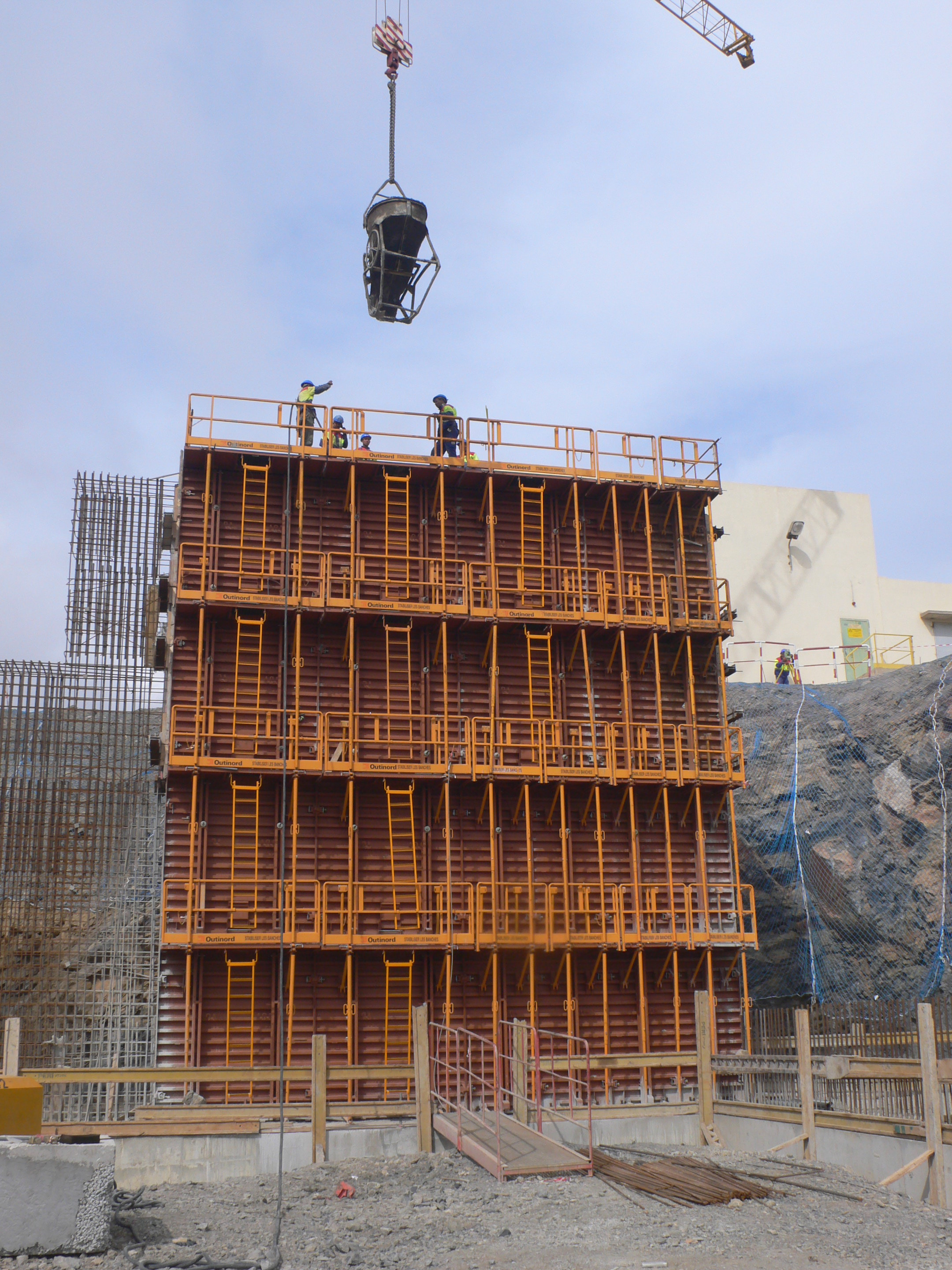
Banche

- Banche Banche - Coffrage outil utilisé dans les travaux de bâtiment et travaux publics pour coffrer les murs de béton généralement armé. On parle alors de béton banché.
- Bander - Voir Lexique des arcs et voûtes.
- Banneaux - Anciennement, petits tombereaux à bras[M 8].
- Banquette - Terme ancien pour désigner trottoir[M 8].
- Baqueter - Anciennement, ôter l'eau d'une tranchée avec une pelle, une cope, ou tout autre ustensile propre à cet effet[M 8].
- Barbacane - Voir Lexique des murs.
- Bardage - Voir Lexique de la pierre naturelle (Bardage.
- Bardage- Parement souvent en bois.
- Bardeau - Voir chape (Histoire).

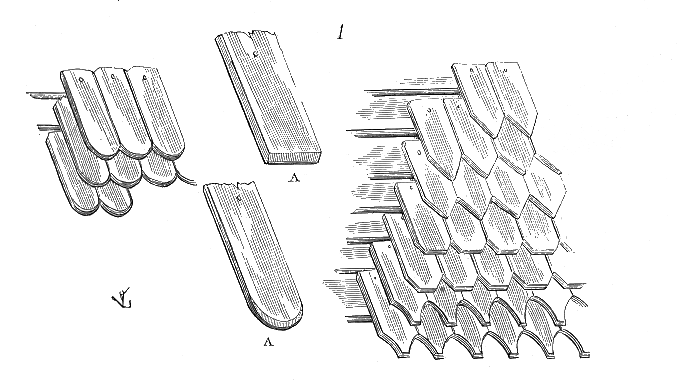
Bardeaux des XV et XVI

- Bardeaux des XVe siècle et XVIe siècle Bardeau - Plaque en bois utilisée de manière similaire à une ardoise, pour la couverture et le Bardage des façades.
- Base de piédestal d'une colonne ou d'un pilastre - Voir Lexique des colonnes.
- Base de colonne - Voir Lexique des colonnes.
- Bassin - Voir Lexique de la chaux.
- bassin - Pièce d'eau[M 9].
- Batardeau - Dans une rivière ou autre lieu aquatique où l'on veut établir des fondations par exemple, barrage ou digue destinés à la retenue d'eau provisoire en un lieu donné sur une surface donnée. En général, le batardeau est utilisé en vue d'exercer une activité en aval de celui-ci. Anciennement, il consistait en une double enceinte faite avec pieux, traverses et planches que l'on remplissait de terre glaise pour empêcher l'eau d'y entrer, et dans laquelle enceinte, après avoir épuisé l'eau, on enlevait les terres mouvantes pour bâtir sur le bon terrain[M 9].
- Batifodage - Anciennement, plafonds que l'on fait avec la terre grasse et la bourre bien mêlées[M 9].
- Batte -  Anciennement, maillet plat et ferré ou non, emmanché obliquement, dont on se sert pour battre le ciment[4], les aires de granges... - Morceau de bois rond, plus menu d'un bout que de l'autre, dont se servent les manœuvres pour battre la partie la plus grossière du plâtre qui reste dans le crible ou panier, que l'on nomme gravois ou mouchette[M 9].
- Bauge - Mortier composé de terre franche ou argile, de paille hachée ou de foin, ou même de l'un et de l'autre, servant à faire l'aire sur les planchers, ou le hourdage (remplissage) entre les poteaux des cloisons[M 9] (Voir construction en terre).
- Baie - Toute ouverture que l'on pratique dans un mur pour faire des portes, des fenêtres[3] ; elles sont droites ou cintrées[M 10].
- Bec - Petit filet que l'on pratique au bord d'un larmier, et qui forme la mouchette pendante[M 10].
- Bec (Avant-bec et arrière-bec de pont) - Masse de pierres formant angle saillant aux extrémités des piles d'un pont, servant de contrefort et à diviser l'eau
- Bec de corbin - moulure[M 10].
- Belvédère - Donjon ou pavillon élevé sur une terrasse ou sur le haut d'un édifice[M 10].
- Berceau - Voir Lexique des arcs et voûtes.
- Besace - Voir Assise (Vocabulaire).

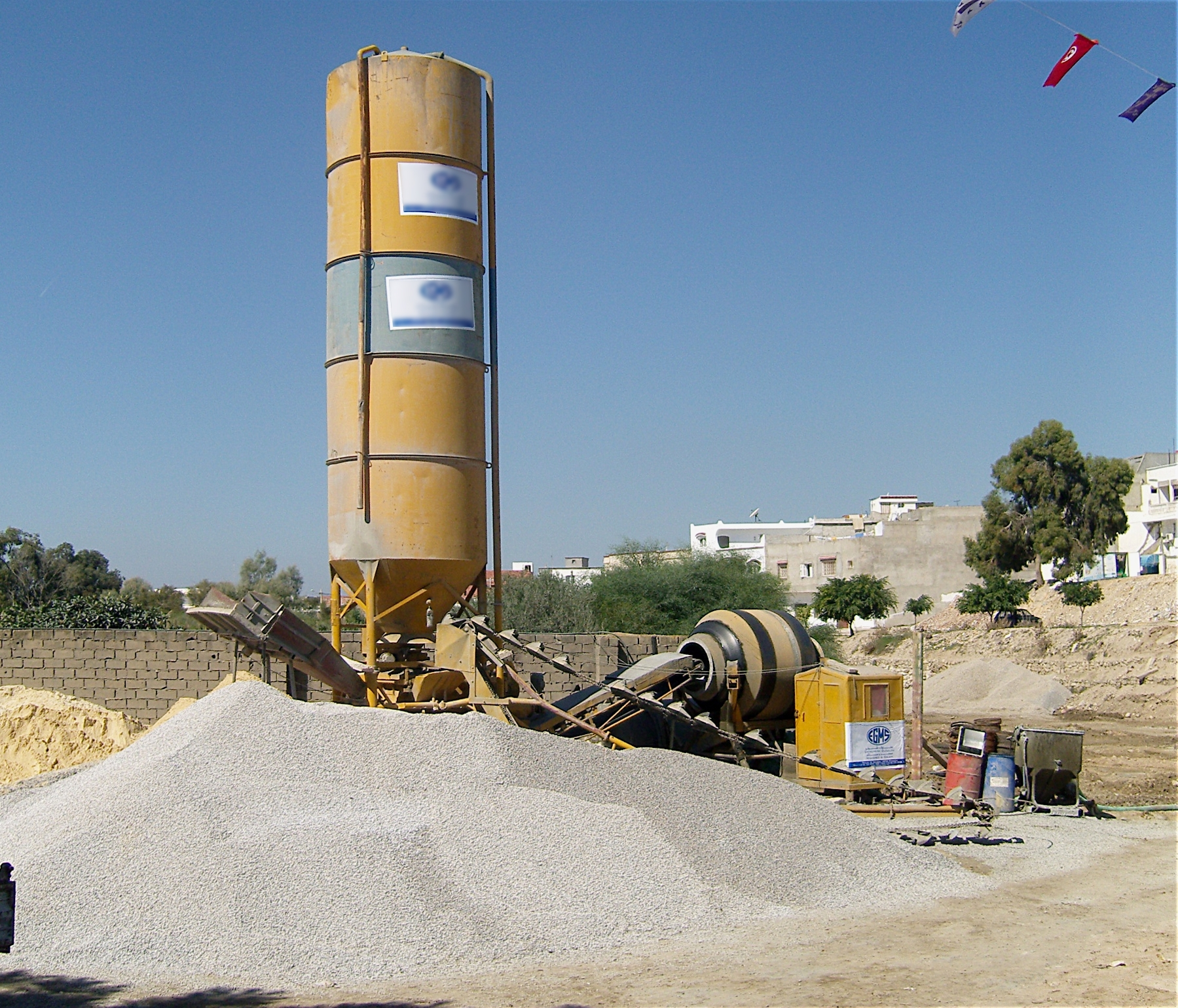
Centrale à béton

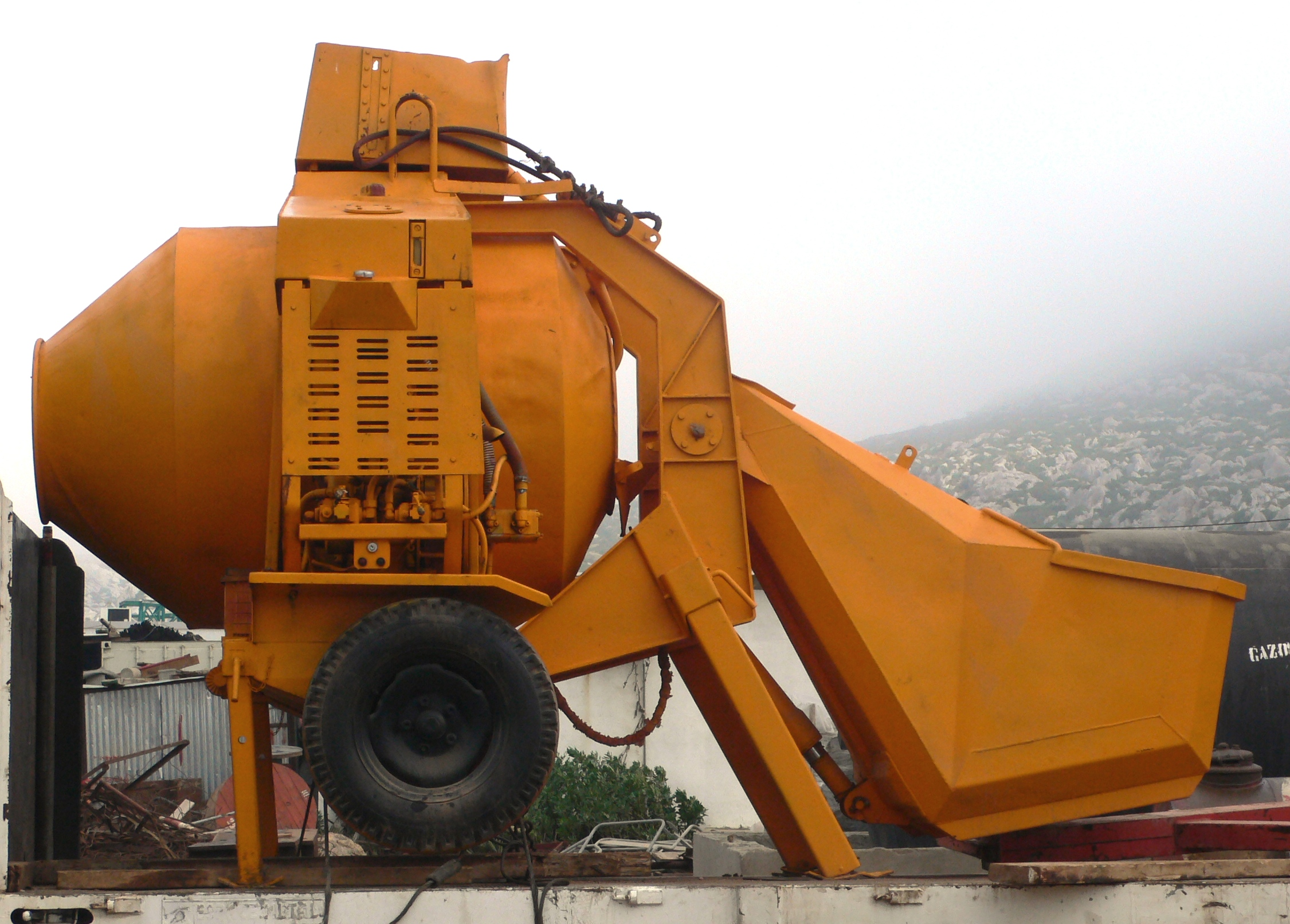
Bétonnière professionnelle avec benne de chargement

- Centrale à béton Bétonnière professionnelle avec benne de chargement Béton - Matériau de construction composite fabriqué à partir de granulats naturels (sable, gravillons) ou artificiels (granulats légers) agglomérés par un liant ; Béton de ciment ; Béton naturel ou béton de terre - termes désignant, le béton d'argile, le torchis, la Bauge utilisé dans comme hourdage des pans de bois, dans les techniques du pisé, du bousillage, dans les briques de terre crue, adobe ou moulées mécaniquement comme les briques de terre compressée... (Voir construction en terre). Anciennement - Voir Lexique de la chaux.
- Bétonnière - Machine servant à malaxer les différents constituants du mortier (ciment ou Chaux, sable, eau) ou du béton ; Bétonnière mobile ou autobétonnière - Camion utilisé pour le mélange du béton. Voir aussi camion malaxeur ; Centrale à béton - dispositif permettant in-situ de produire de grandes quantités de béton ; Pompe à béton : dispositif servant à transporter le béton pour l'acheminer en hauteur ou au-delà d'un obstacle lorsque le camion malaxeur ne peut déverser à l'endroit prévu ;
- Biais - Oblique ou qui n'est pas d'équerre[M 10].
- Bicoq - Anciennement, troisième pièce qu'on ajoute à une chèvre[M 10].
- Bief ou Biez ou Auge - Canal qui conduisait l'eau sur la roue d'un moulin[M 10].
- Bilboquet - Voir Lexique de la pierre naturelle.
- Bisard - Voir Lexique de la pierre naturelle.
- Biscuit - Voir Lexique de la chaux.
- Biveau - Voir Lexique de la pierre naturelle (Appareil).
- Bloc - Voir Lexique de la pierre naturelle[M 11].
- Bloc d'échantillon - Voir Lexique de la pierre naturelle.
- Bloc de béton - Pierre artificielle, constituée par moulage de béton.
- Blocage - Remplissage qui se fait en petits moellons à l'intérieur des murs, entre les pierres ou moellons taillés qui forment les parements, et que l'on maçonne à bain de mortier. (Voir Garnis). On nomme aussi blocage toute maçonnerie en moellons ou meulière d'un double mur adossé à un terre-plein et élevé sans être dressé au cordeau, ou des fondations maçonnées sans être parementées[M 11].
- Bloquer - Élever les fondements d'un mur dans une tranchée sans les aligner[M 11].
- Bœuf (Œil de bœuf). Baie ronde pour fenêtre[3],[M 11].
- boisseau - Élément cylindrique ou rectangulaire formant les conduites d'eau, les tuyaux de cheminée[cntrl 1].
- Bombé - Courbé, formé d'une portion de cercle, tel que la fermeture des baies de portes et fenêtres[3],[M 11].
- Bordure - Assises qui forment l'encaissement du pavé d'un trottoir[M 11].
- Bossage - Ce qui fait saillie dans l'architecture, comme les masses brutes réservées pour tailler les chapiteaux des colonnes, les modillons d'entablement, clefs, consoles, cartels, armoiries, saillies en pierre ou en plâtre aux angles des murs de face ; Bossage en pointe de diamant - Bossage, dont le parement est taillé à quatre pans qui se rejoignent sur une arête, lorsque le bossage est de forme rectangulaire, ou qui se termine en pointe lorsque le bossage est carré ; Bossage vermiculé - Bossage, dont les surfaces sont recouvertes d'une ornementation imitant les stalactites et se découpant en festons irréguliers, ou de gravures en creux d'un contour rendu bizarre par son irrégularité[M 11],[cntrl 2].
- Boucharde - Voir Lexique de la pierre naturelle (Outils).
- Bouche - Entrée d'un tuyau ; Bouche d'aération - Appareil dans une installation de ventilation - Anciennement, ouverture d'une carrière, d'un puits, l'ouverture carrée ou cintrée d'un four[M 12].
- Boucler - Voir Lexique des murs.
- Boudin - Moulure, Tore[M 12].
- Bouffer - Voir Lexique des murs.
- Bouge - Anciennement, petite chambre ou galetas, ou petit cabinet mal éclairé[M 12].
- Boulin - Ce sont, dans un colombier, des espèces de petites niches qui servent de retraite aux pigeons[M 12].
- Boulin - Voir  Échafaudage (Histoire).
- bourre - Poil provenant des peaux tannées, qui servait à faire le blanc en bourre, étant amalgamée avec de la chaux, ou bien de la chaux mêlée d'argile[M 12].
- Bourriquet - Voir Échafaudage (Histoire).
- Bousillage - Espèce de mortier fait de terre détrempée, et corroyée avec de l'eau. Le meilleur se fait de paille hachée et corroyée avec la terre. Ce mortier se nomme le plus souvent bauge[M 12].
- Boutant ou Butant. - Voir Lexique des arcs et des voûtes.
- Boutant, Mur-boutant - Voir Lexique des murs.
- Boutisse (Pierre mise en boutisse) : pierre dont la plus longue dimension est dans l'épaisseur du mur. Cette construction a souvent lieu lorsqu'on emploie du grès[M 12].
- Brancard - Anciennement, châssis en forme de caisse ouverte à clairevoie, dont on se sert pour transporter des matériaux[M 12].
- Brayer, Brayeur - Voir Grue préindustrielle (Vocabulaire).
- Brèche - Voir Lexique des murs.
- Bréter ou Breteler, Bréture, marteau à bréter - Voir Lexique de la pierre naturelle (Outils).
- Brique - Pierre artificielle faite avec une terre préparée et cuite ; elle est d'un grand usage dans la construction des bâtiments[M 13].
- Briqueter - Voir Brique (Vocabulaire).
- Brosse - Outil destiné à brosser, et fait d'un assemblage de filaments plus ou moins souples fixés sur une monture.

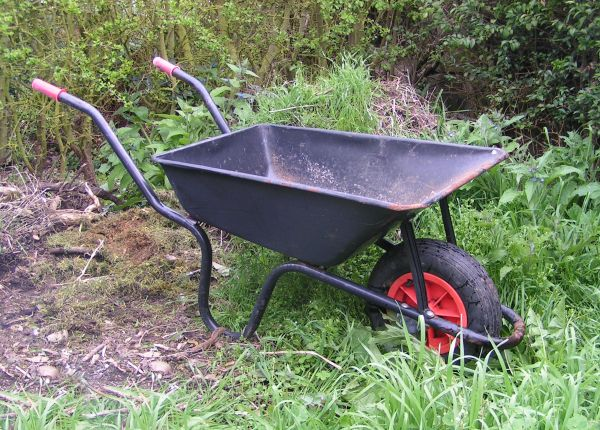
Brouette

- Brouette Brouette - Petit tombereau « à bras » pour le transport de matériaux ou d’outils sur des terrains qui peuvent être accidentés mais nécessairement peu inclinés.
- Brute - Voir Lexique de la pierre naturelle (Pierre).
- Burin - Outil de burinage, constitué par une pointe en acier qu'on frappe avec un marteau. En maçonnerie, il est utilisé à différents usages : percer, fendre, démolir. Le maçon utilise couramment les chasses et pointerolles, soit frappées avec une massette, soit montées sur un appareil électrique ou pneumatique : Le marteau-burineur ou Marteau-piqueur
- Butter - Contre-tenir ou empêcher la poussée d'un mur, l'écartement d'une voûte par quelques contreforts, piliers[M 13],

## C
- Cabestan - Voir Grue préindustrielle (Vocabulaire).
- Câble - Voir Corde (Dans la construction).
- Cadre - Anciennement, bordure de pierre ou de plâtre traîné au calibre, qui, dans les compartiments des murs de face et les plafonds, renferme des ornements de sculpture[M 13].
- Cage - Enceinte d'un bâtiment, formée par ses quatre gros murs. On dit aussi, dans le même sens, la cage d'un escalier[M 14].
- Cale - Petit morceau de bois mince qu'on pose entre deux assises, et qui détermine la largeur ou plutôt la hauteur du joint que forment ces deux assises posées l'une sur l'autre[M 14].
- Caler - Anciennement, mettre une cale de bois mince, de plomb ou de cuivre dans le joint de deux pierres ou sur le lit de celle de dessous pour les mettre d'aplomb et de niveau, et ensuite les ficher avec le mortier[M 14].
- Calibre - Courbe ou modèle d'un cintre servant à tracer ce dernier[M 14].
- Calotte - Voir Lexique des arcs et voûtes.
- Cambre, Cambrure ou Courbure - Voir Lexique des arcs et voûtes.
- Canal - Anciennement, plafond creusé qui forme la mouchette pendante du larmier dans une corniche, et qui joint le bec[M 14].
- Canaux - Petites cannelures qui se font sur la face d'un larmier, ou celles angulaires dans les triglyphes, ou bien encore dans la frise d'une corniche d'imposte[M 14].
- Caniveau - Anciennement, dalle recreusée triangulairement, servant à conduire les eaux d'une descente ou d'un évier dans un ruisseau formé par le pavé[M 14].
- Cannelure - Petite cavité en arc de cercle que l'on taille aplomb autour du fût d'une colonne, sur la face d'un pilastre[M 14].
- Cantalabre - Bandeau
- Carré - On nomme ainsi toute figure dont les quatre angles sont droits et les quatre côtés égaux[M 15].
- Carreau - Voir Lexique de la pierre naturelle (Pierre).
  - Carreau de bossage - Voir Lexique de la pierre naturelle (Pierre).
- Cassis - Petit ruisseau formé de moellons ou meulière bloquée pour conduire, dans un bassin ou dans un réservoir, les eaux de source d'un terrain élevé[M 15].
- Cavet - Moulure concave formée d'un quart de circonférence[M 15].
- Ceinture - Petite moulure carrée qui est suivie d'un adoucissement ou congé, haut et bas d'une colonne[M 15].
- Cendrier - Anciennement, partie la plus basse d'un fourneau, destinée à retenir les cendres[M 15].
- Chaîne, chaînage - Voir Lexique des murs.
- Chambranle - Encadrement en plâtre ou eu pierre, composé de deux montants et d'une traverse supérieure, qui sert à orner les portes et fenêtres[3] des façades extérieures des bâtiments[M 15]. Encadrement de bois ou de pierre qui borde une porte, une fenêtre et une cheminée et qui se situe dans le plan du mur.
- Champ - Lexique de la pierre naturelle (Pose).
- Chanfrein - Lexique de la pierre naturelle (Pierre).
- Chantepleure - Voir Lexique des murs.
- Chantier - Pièces sur lesquelles d'autres pièces sont placées pour les ouvrager ; Espace sur lequel ont lieu des travaux de construction.
- Chantignole - Anciennement, brique de mesuré ordinaire, mais qui n'a qu'un pouce d'épaisseur, servant à carreler les âtres[M 16].
- Chape - Couche de mortier à base de ciment, de résine ou de chaux appliquée au sol ; Anciennement - Voir Lexique de la chaux.
- Chapelle - Voûte d'un four[M 16].
- Chaperon - Voir Lexique des murs.
- Chapiteau - Partie supérieure d'une colonne, d'un balustre[M 16].
- Charge - Anciennement, maçonnerie d'une épaisseur réglée, que l'on met sur le lattis ou sur le hourdage d'un plancher pour former l'aire (Ancien nom de la Chape), ou sur l'aire pour recevoir le carreau[M 16].
- Charriot - Voir Lexique de la pierre naturelle (Bardage.

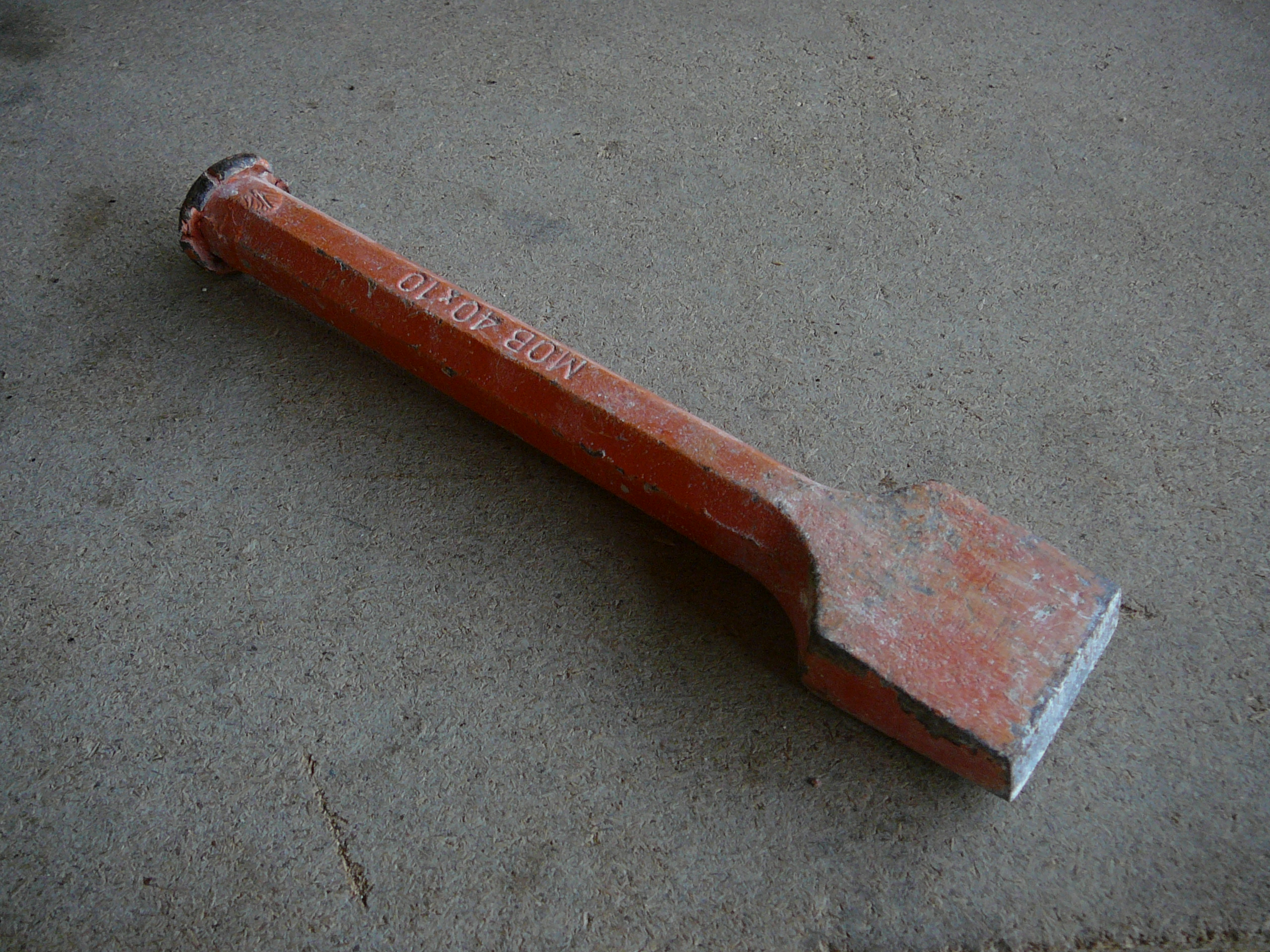
Chasse

- Chasse Chasse - Outil de burinage, en acier très résistant, percuté par une massette, utilisé par les carriers, tailleurs de pierre et maçons. Son extrémité biaisée permet de dégager un plan franc dans la pierre de façon nette et précise.
- Châssis - Anciennement, ce qui encadre une ouverture perpendiculaire, telle qu'une baie de regard, d'une pierrée, d'une fosse d'aisances. Il est composé d'une ou de plusieurs pierres portant feuillure pour recevoir une dalle que l'on nomme tampon[M 17].
- Chausse d'aisance - Anciennement, tuyau de descente d'un siège de commodités jusqu'à la fosse d'aisance[M 17].
- Chaux - Pierre calcinée et cuite dans un four, qu'on éteint et détrempe avec de l'eau, et que l'on mêle ensuite avec du sable ou du ciment[4] pour faire le mortier[M 17]. Voir Lexique de la chaux.
- Chemin - Voir Lexique du plâtre.
- Cheminée - Une des parties principales de la pièce d'un appartement où l'on fait du feu. Elle est composée d'un foyer de deux jambages, d'un contrecœur, d'un manteau et d'un tuyau[M 17] ; Cheminée d'aisance - Anciennement, ouverture pratiquée dans la voûte d'une fosse d'aisance pour le passage des matières[M 17].
- Chemise -
- Cerge - Voir le Lexique de la pierre naturelle (Outils).
- Chèvre - Voir le Lexique de la pierre naturelle (Bardage.
- Chorobate - Outil de vérification des niveaux utilisé pendant l'époque romaine, notamment pour la construction d'aqueducs. Voir aussi Niveau.
- Cimaise ou Cymaise - Voir Corniche (Vocabulaire).
- Ciment - Matière pulvérulente, formant avec l’eau ou avec une solution saline une pâte plastique liante, capable d’agglomérer, en durcissant, des substances variées. - Anciennement - Voir Lexique de la chaux.
- Cintre - Voir le lexique des arcs et voûtes.
- Ciseau de tailleur de pierre ou ciseau de maçon - Voir le Lexique de la pierre naturelle (Outils).
- Ciselure - Voir le Lexique de la pierre naturelle (Taille).
- Citerne - Lieu souterrain fait en maçonnerie, destiné à recevoir, épurer et conserver les eaux de pluie[M 18].
- Civière - Voir le Lexique de la pierre naturelle (Manutention).
- Claveau, Claveau à crossette, Claveau à joint dérobé - Voir le lexique des arcs et voûtes.
- Clausoir - Voir le lexique des arcs et voûtes.
- Clé de voûte, Clé d'arc, Clé de plate-bande - Voir le lexique des arcs et voûtes.
- Cliquart - Voir le lexique de la pierre naturelle (Pierre).
- Cloison - Séparation généralement peu épaisse et en matériau relativement léger établie entre deux pièces d'un bâtiment pour les séparer l'une de l'autre. Anciennement- Cloisons de charpente et pans de bois. Ceux-ci sont hourdés plein ou non, lattés à claire-voie et recouverts en plâtre[M 18].
- Clôture (mur de clôture) ou Enclos - Mur de maçonnerie qui enferme un espace, tel que l'étendue d'une cour, d'un parc, d'un jardin, etc[M 19].
- Coffre à outil ou Coffre d'outillage ou boîte à outils : Coffre en métal, en bois ou en plastique, muni de poignées, dans lequel le maçon ou tout ouvrier dispose ses outils.
- Coffre - Anciennement, faux tuyau dans une souche de cheminée, au droit duquel passe l'about d'une panne[M 19].
- Collet - Voir Lexique des escaliers.
- Colombages - Ce sont des hourdages ou parties de cloisons, qui, après avoir été construits en terre, sont recouverts de mortier ou de plâtre[M 19]. On les retrouve dans la Maison à colombages.
- Colonne - Voir Lexique des colonnes.
- Cône - Corps solide ayant un cercle pour base, et se terminant en pointe arrondie[M 19].
- Congé - Petite portion circulaire qui joint une moulure saillante avec le nu.
- Console - Ornement en saillie et en forme d'S, qui sert à soutenir le plafond d'une corniche d'entablement ou d'appartement, un appui de fenêtre, un balcon[M 19].
- Contracture - Synonyme de diminution[M 19].
- Contre-clé, Contre-clé extradossée - Voir Lexique des arcs et voûtes.
- Contreccœur - Fond d'une cheminée entre les jambages, qui est revêtu d'une plaque de fonte[M 20].
- Contre-fort - Voir le Lexique des murs.
- Contre-fruit - Voir Fruit.
- Contre-latter - Anciennement, matter une cloison ou un pan de bois sur la seconde face pour le couvrir de plâtre. Contre-mur[M 20].
- Contre-poseur - Voir le Lexique de la pierre naturelle (Pose).
- Convexe - Se dit de la surface extérieure d'un corps rond[M 20].
- Coquille - Voir Lexique des escaliers.
- Coquilleuse (Pierre) : Voir Lexique de la pierre naturelle (Pierre).
- Corbeau - Assise en saillie taillée en Console, qui a plus on moins de hauteur, et qui sert à porter la poutre ou la sablière d'un plancher[M 20].
- Cordage - Voir Corde (Dans la construction).
- Cordon - Anciennement, saillie en pierre carrée ou arrondie en demi-cercle, que l'on pratique dans un mur de revêtement pour les quais ou dans des murs de terrasse[M 20].
- Corniche - Voir Corniche (Vocabulaire).
- Corps - Toute partie qui, par sa saillie, excède le nu du mur et prend naissance dès le pied du Corps de logis[M 21].
- Corridor - Galerie couverte, plus ou moins étroite, qui sert de passage pour aller à plusieurs appartements, à plusieurs pièces. Anciennement, galerie ou longue allée qui règne à chaque étage d'un bâtiment pour communiquer aux chambres[M 21].
- Corroi - Anciennement, terre glaise bien pétrie avec les pieds, et dont on garnit le fond et les côtés des bassins, rivières ; c'est aussi la même terre que l'on place entre un mur et un contre-mur de fosse d'aisance, d'une rivière ou d'une pièce d'eau, pour empêcher la filtration[M 21]. Corroyer - Anciennement, pétrir la terre glaise avec les pieds ou au pilon. Corroyer le mortier, c'est mêler le sable et la chaux avec le rabot[M 21].
- Côte - Voir Lexique des colonnes.
- Coupe - Perpendiculaire d'un édifice ou d'une construction quelconque pour en faire voir l'intérieur[M 21].
- Coupe de pierre - Voir Lexique des arcs et voûtes.
- Couper le trait - Voir Lexique des arcs et voûtes.
- Coupe - Voir Lexique des arcs et voûtes.
- Coupole - Voir Lexique des arcs et voûtes.
- Cours d'assise ou Assise- Rang continu de pierres posées de niveau et d'une même hauteur. On dit cours d'assises ; on dit aussi un cours de parpaings[M 21].
- Coussinet - Voir Lexique des arcs et voûtes.
- Crayon - Instrument d'écriture et de dessin constitué d'une petite baguette servant de gaine à une mine de la même longueur - Le crayon de maçon est rectangulaire et large, la mine est rectangulaire et dure.
- Crépi - Voir Crépi (Vocabulaire).
- Crevasse - Fente qui se fait dans un enduit, dans un mur, et que l'on nomme aussi lézarde ou Gersure.
- Cric - Voir Lexique de la pierre naturelle (Bardage.
- Crochet - Anciennement, truelle qui se termine en pointe, avec ou sans bretelure (dents)[M 22].
- Crossette - Anciennement, moulures d'un chambranle que l'on fait retourner à ses angles au-delà de l'aplomb de sa base. On les nomme aussi oreillons[M 22].
- Crossette - Voir Lexique des arcs et voûtes.
- Cube - Corps solide qui a les trois dimensions, longueur, largeur et épaisseur[M 23].
- Cuiller - Anciennement, Pierre plate ou dalle, creusée d'une forme ronde ou ovale, avec un canal ou goulette au-devant, servant à recevoir les eaux d'un tuyau de descente et à les conduire dans le ruisseau du pavé. Outil emmanché d'un manche fort long, qui sert à prendre le grès dans le sceau et le jeter sur le trait de scie pour scier la pierre[M 23].
- Cul-de-four - Voir Lexique des arcs et voûtes.
- Cul-de-lampe - Espèce de pendentif en pyramide renversée, formée par encorbellement ou en trompe, pour soutenir une tourelle ou autre construction[M 23].
- Culée - Massif de maçonnerie qui, d'un côté, soutient la poussée des terres d'un quai, et de l'autre soutient la voûte de la première ou de la dernière arche d'un pont[M 23].
- Cuvette - Pierre creusée, de forme carrée ou ovale, servant à recevoir les eaux de cuisine ou autres, et à les conduire dans les tuyaux de descente[M 23].
- Cylindre - Solide dont les extrémités font deux cercles égaux tel est le fût d'une colonne sans diminution[M 23].
- Cylindre ou Rouleau - Rouleau de pierre qui sert à aplanir le gazon[M 23].

## D
- Dalle. Tranche de pierre dure d'un à six pouces d'épaisseur, et qui s'emploie à la couverture des grands édifices, au sol des terrasses, à paver des vestibules, cuisines, laiteries, allées ; à revêtir le bas des murs ou à couvrir le dessus d'un mur de clôture ou de terrasse. Dalles à joints recouverts. Ce sont celles qui portent une feuillure à moitié de leur épaisseur[M 24]. - Dalle (généralement de béton) ou plancher béton est une surface plane, horizontale, coulée d'un seul tenant, soit sur un lit de pierres (hérisson), soit sur un coffrage perdu constitué de poutrelles et hourdis.
- Dé - Carreau de pierre qu'on met sous un poteau de bois qui porte un hangar, pour l'élever de terre de crainte qu'il ne pourrisse. - Partie d'un piédestal d'une colonne comprise entre le socle et la corniche[M 24].
- Débiter - Voir Lexique de la pierre naturelle (Taille).
- Décagone - Figure qui a dix côtés et dix angles[M 24].
- Déchaperonné - Voir Lexique des murs.
- Décharge ou Arc de décharge- Arc formé au-dessus des baies de portes, de fenêtres, d'une galerie ou vestibule, dans un mur de dossier ou au bas d'un tuyau de cheminée, et qui sert à soulager les plates-bandes ou autres constructions du poids de la maçonnerie qui est au-dessus, ce qui se fait en posant en coupe la pierre, le moellon ou la brique en forme d'arc, de fronton ou d'ogive, dont les extrémités portent sur des pieds-droits, ou sur le mur plein, ou sur des jambages[M 24].
- Décharge - Voir Tuyau de décharge.
- Déchaussées - Fondations qui sont dégradées et minées par-dessous ; Déchausser - Fouiller par-dessous la fondation d'un mur. Déchet. C'est la perte que l'on éprouve par la taille des pierres et moellons[M 25].

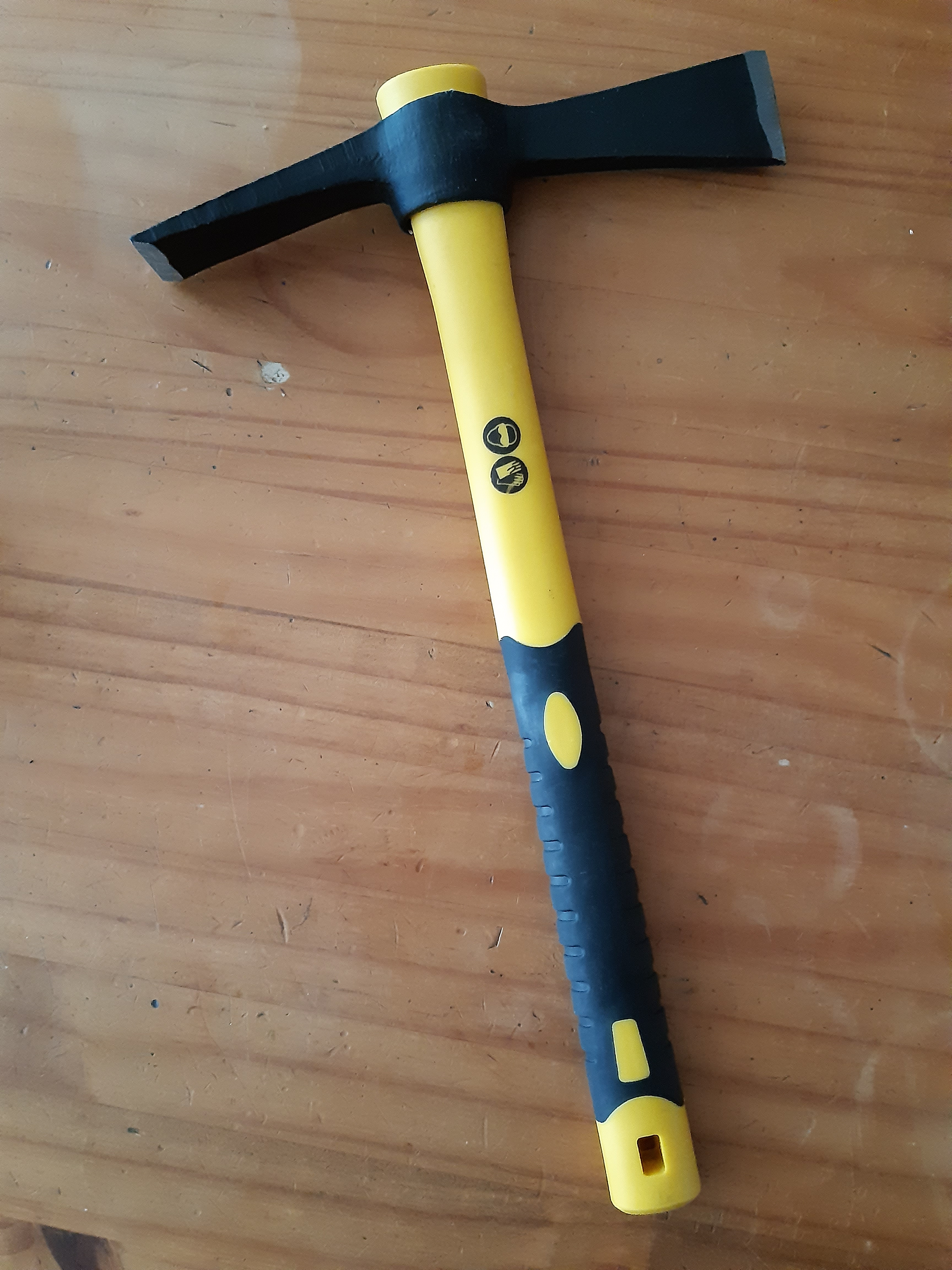
Décintroir.

- Décintroir - Espèce de marteau à deux taillants, l'un horizontal et l'autre vertical, dont les maçons se servent pour équarrir les trous ébauchés avec le têtu, et pour écarter les joints des pierres ou moellons dans les démolitions[M 24]. Le décintroir est utilisé aussi pour tailler des briques, enlever le plâtrage. (D'une forme très proche de celle du piochon, son usage est fréquemment détourné dans le jardinage du fait de la maniabilité de son manche court.)[réf. nécessaire]
- Décombrer - Anciennement, enlever les gravois d'un atelier[M 25].
- Décombres - Moindres matériaux dans la construction, comme dans la démolition d'un bâtiment qui ne sont d'aucune valeur, comme les plâtras, gravats (anciennement gravois) et recoupes[M 25].
- Dégauchir - Dresser le parement ou le lit d'une pierre avec deux règles droites posées de champ aux deux extrémités[M 25].
- Délardement - Voir Lexique des escaliers.
- Délit - Voir Lexique de la pierre naturelle (Pose).
- Déliter - Voir Lexique de la pierre naturelle (Taille).
- Démaigrir - Voir Lexique de la pierre naturelle (Taille).
- Denticule - Moulure carrée, taillée ou non. L'espace vide entre les denticules se nomme métoche[M 25].
- Dérobement - Voir Lexique de la pierre naturelle (Taille).
- Descente ou Descente d'eau pluviale ou Tuyau de descente - Tuyau le plus souvent vertical qui relie une gouttière ou un chéneau à un réseau de collecte des eaux pluviales.
- Détremper la chaux - Voir Lexique de la chaux.
- Devanture - Anciennement, devant d'un siège d'aisance, en pierre ou en plâtre, d'une mangeoire d'écurie, d'un appui[M 25]...
- Développement - Voir Lexique de la pierre naturelle (Appareil).
- Devers - Tout corps qui n'est pas posé aplomb[M 25].
- Dévoiement - Inclinaison d'un tuyau de cheminée ou d'une descente de commodité (décharge)[M 26].
- Dévoyer - Incliner, construire hors d'aplomb un tuyau de cheminée, une chausse d'aisance (décharge)[M 26].
- Diable - Voir Charriot.
- Diagonale - Ligne droite qui passe d'un angle à un autre dans un quadrilatère[M 26].
- Diamètre- Ligne droite tirée d'un point d'une circonférence à un autre point en passant par le centre. Le demi-diamètre est la moitié, c'est-à-dire la ligne qui, du centre, aboutit à la circonférence[M 26].
- Digue - Massif de maçonnerie dont on fait un obstacle à l'entrée ou au cours des eaux[M 26].
- Dos-d'âne - Tout corps qui a deux surfaces inclinées ; tel est un chaperon de mur[M 26].
- Dosseret - Petit bout de mur en équerre sur un autre, lequel sert de jambage à une porte ou une fenêtre, ou à porter de fond un arc-doubleau[M 26].
- Dossier de cheminée - Voir Lexique des murs.
- Doucine - Moulure (Cimaise)[M 26].
- douelle - Parement intérieur d'une voûte ou d'un voussoir, que l'on nomme aussi intrados[M 26].
- Douve - Mur intérieur d'un bassin, derrière lequel est un corroi de glaise ou un contre-mur[M 26].
- Drain - Canalisation placée en pied de fondation et sous la dalle, chargée d'évacuer l'eau excédentaire qui pourrait mettre en péril la construction ; Drain de dispersion - Outil du drainage, technique utilisée en génie civil et en agriculture (Drainage agricole).
- Dresser - Élever aplomb quelque corps, comme une colonne, un obélisque[M 26]...
  - Dresser : équarrir une pierre en rendant ses parements et faces opposées plats et parallèles, et par conséquent disposés à recevoir le trait ; Dresser d'alignement - Élever un mur dans la même direction sur toute sa longueur[M 26].
- Droit - Synonyme de perpendiculaire, et, en ce sens, il est opposé à incliné. On dit un arc droit, quoique cet arc soit courbe, pour dire un arc dont le plan est perpendiculaire à la direction du berceau[M 27].

## E
- Ébauche, Ébaucher - Voir Lexique de la pierre naturelle (Taille).
- Ébousiner - Voir Lexique de la pierre naturelle (Moellon).
- Échafaudage (Anciennement échafaud) - Espèce de plancher qu'on fait pour s'élever à la hauteur des endroits où l'on a à travailler ; Échafaud volant - Voir  Échafaudage (Histoire).
- Échappée - Voir Lexique des escaliers.
- Écharpe - Voir  Échafaudage (Histoire).
- Écharpe - Voir Grue préindustrielle (Vocabulaire).
- Écharpe - Voir Grue préindustrielle (Vocabulaire).
- Échasse - Voir  Échafaudage (Histoire).
- Échelieu ou Rancher : - Voir  Échafaudage (Histoire).
- Échiffre - Voir Lexique des escaliers.
- Écoinçon - Dans le pied droit d'une porte ou d'une fenêtre, la partie du mur comprise entre le tableau et l'arête de l'embrasement ; c'est aussi une partie de mur étroite comprise entre une baie et un mur de refend en retour d'équerre : on le nomme aussi dosseret[M 28].
- Écoperche - Voir  Échafaudage (Histoire).
- Écornure - Voir Lexique de la pierre naturelle (Taille).
- Égout - Passage par où s'écoulent les immondices et les eaux sales ; il était souvent composé de deux murs supportant une voûte[M 28].
- Élévation - Représentation d'un objet dessiné suivant ses mesures verticales et horizontales extérieurement apparentes, sans égard à sa profondeur[M 29].
- Ellipse - Section du cône oblique à son axe et à ses côtés, qui produit la figure qu'on nomme ordinairement ovale ; Elliptique - Voûte, arc d'un cintre surbaissé[M 29].
- Embarcadère - Pente faite en blocage ou degrés construits dans l'épaisseur d'un mur de douve pour descendre au niveau de l'eau d'un étang, d'une pièce d'eau[M 29]...
- Embrasement - Élargissement ou évasement que l'on fait intérieurement aux jambages d'une porte ou d'une fenêtre, par une ligne oblique à la face du mur depuis la feuillure jusqu'au parement, soit pour faciliter l'ouverture des vantaux et guichets, soit pour procurer plus de lumière - Toute tête de mur évasée ou non, formant les côtés d'une baie de porte[M 29].
- Empattement - saillie d'un mur de fondement au-delà du nu du mur élevé au-dessus, tant d'un côté que de l'autre[M 29].
- Empaume - saillies conservées sur les parements lors de la taille d'une assise ou d'un tambour de colonne pour en faciliter la pose[M 29].
- Encastrer - Joindre deux pierres l'une dans l'autre par entailles ou feuillures[M 29].
- Enchevauchure - Jonction à recouvrement soit à plat-joint, soit à feuillure, d'une dalle avec une autre[M 29].
- Enclaver - Mettre une pierre en liaison avec d'autres par raccordement, comme on le fait pour remplir un vide[M 29].
- Encoignure - Nom que l'on donne aux principaux angles saillants d'un bâtiment[M 29].
- Encorbellement - Toute saillie qui porte à faux au nu d'un mur, formée par une ou plusieurs pierres posées l'une sur l'autre, et plus saillantes les unes que les autres[M 29].
- Enduit - Anciennement, la seconde couche que l'on fait avec du plâtre fin passé au tamis de crin ou sas sur une première qu'on nomme crépi. Aujourd'hui, plus généralement, préparation de consistance fluide ou pâteuse que l'on applique sur certains objets pour les lisser, les protéger, les décorer. Les enduits sont constitués d'un liant (chaux, plâtre, ciment, terre, bitume...) et de charges minérales (agrégats, ou granulats, comme le sable ou la poussière de marbre et éventuellement des pigments). Voir aussi Lexique du plâtre ; Enduire - Action de couvrir une muraille, une cloison, un tuyau, ou de plâtre, ou de mortier, fait avec de la chaux, du sable ou du ciment[4],[M 29].
- Enfilade - Alignement droit des portes de plusieurs pièces d'appartement de suite[M 30].
- Enfoncement - Profondeur des fondations d'un bâtiment. Ce mot désigne aussi la profondeur d'un puits dont la fouille doit se faire jusqu'à un certain nombre de pieds au-dessous de la superficie des plus basses eaux. On appelle aussi enfoncement la partie reculée d'une façade qui forme arrière-corps derrière un pavillon ou autre corps de bâtiment[M 30]...
- Enfourchement - Voir Lexique des arcs et voûtes.
- Engin - Voir Grue préindustrielle (Vocabulaire).
- Engin de génie civil - Machine servant à effectuer différents travaux de terrassement.
- Engorgement - Anciennement, se dit d'un tuyau de conduite de descente d'une chausse d'aisance (une décharge de toilette), qui est bouché par quelque sédiment ou quelques ordures[M 30]. Voir
- Enlier - Voir Lexique des murs.
- Entablement - Toute saillie qui couronne un ordre d'architecture - Il est composé de trois parties : Architrave, Frise et Corniche. C'est aussi une simple corniche qui termine le haut d'un mur de face sur lequel se fait l'égout du comble ; Entablement à la capucine - Celui qui, au lieu de moulures, n'a que des chanfreins[M 30].
- Entoiser - Voir Lexique de la pierre naturelle (Pose).
- Entre-colonne - Voir Lexique des colonnes.
- Entrevous - Anciennement, intervalle qui est entre chaque solive d'un plancher[M 31]. Le hourdage (maçonnerie) des entrevous a donné le mot hourdis qui sont des entrevous. - Voir hourdis et Lexique du plâtre.
- Épannelage, Épanneler - Voir Lexique de la pierre naturelle (Taille).
- Épaufrure - Voir Lexique de la pierre naturelle (Taille).
- Épaulée- Voir Lexique des murs.
- Éperon- Voir Lexique des murs.
- Épi - Briques posées diagonalement sur le côté en façon de point de Hongrie.
- Épigeonner - Voir Pigeonner.
- Épure - Voir Lexique de la pierre naturelle (Appareil).
- Équerre - Instrument formé de deux pièces ajustées à angle droit, l'équerre est utilisée soit pour vérifier des angles dièdres droits, soit pour tracer des angles plans droits - L’équerre associée au compas est un symbole du compagnonnage ; Fausse équerre - équerre permettant de tracer tous les angles ; Équarrir, Équarrissement - Voir Lexique de la pierre naturelle (Taille).
- Équipage - Anciennement, dans un atelier, tant des grues, gruaux, chèvres, vindas, charriots et autres machines, que des échelles, baliveaux, dosses, cordages et tout ce qui sert pour la construction et pour le transport des matériaux[M 32].
- Escarpe - Voir Lexique des murs.
- Espacement ou Espace - Toute distance entre un corps et un autre ; ainsi on dit : espacement des poteaux d'une cloison, des solives d'un plancher, des balustres d'un appui, etc. Espacer, tant plein que vide - Laisser les intervalles égaux aux poteaux, aux solives[M 32], etc.
- Éteindre - Voir Lexique de la chaux.
- Éventer - Voir Grue préindustrielle (Vocabulaire).
- Évidement, évidement en long, évider - Voir Lexique de la pierre naturelle (Taille).
- Évier - Anciennement, dalle eu pierre recreusée, servant à recevoir les eaux salies par le lavage de la vaisselle[M 33].
- Excavation - Fouille pratiquée dans un terrain pour les caves et fondement d'un bâtiment[M 33].
- Exhaussement - Élévation ajoutée à un mur de clôture ou de bâtiment après la première construction[M 33].
- Extrados, Extradossé - Voir Lexique des arcs et voûtes.

## F
- Façade - Frontispice ou la structure extérieure d'un bâtiment. On appelle façade latérale le mur de pignon ou le retour d'un bâtiment isolé[M 34].
- Face - Membre plat qui a beaucoup de largeur et peu de saillie ; telles sont les bandes d'un architrave, d'un larmier[M 34].
- Face, mur de face - Voir Lexique des murs.
- Fausse coupe - Voir Lexique des arcs et voûtes.
- Fausse équerre - Voir Lexique de la pierre naturelle (Appareil).
- Faux-jour - Voir Jour.
- Faux-plafond - Au-dessous d'un plancher, un rang de solives ou de chevrons recouverts, sur lequel on ne marche point, et qui se fait pour diminuer la hauteur d'une pièce d'appartement ; Anciennement, on disait aussi faux-plancher. Ces faux-plafonds se pratiquent aussi dans un galetas pour en cacher le faux-comble[M 34].
- Fenêtre (anciennement croisée) - Une ouverture pratiquée pour recevoir un châssis et donner du jour et de l'air à une pièce d'appartement[M 34].
- Fer à cheval - Voir Lexique des escaliers.

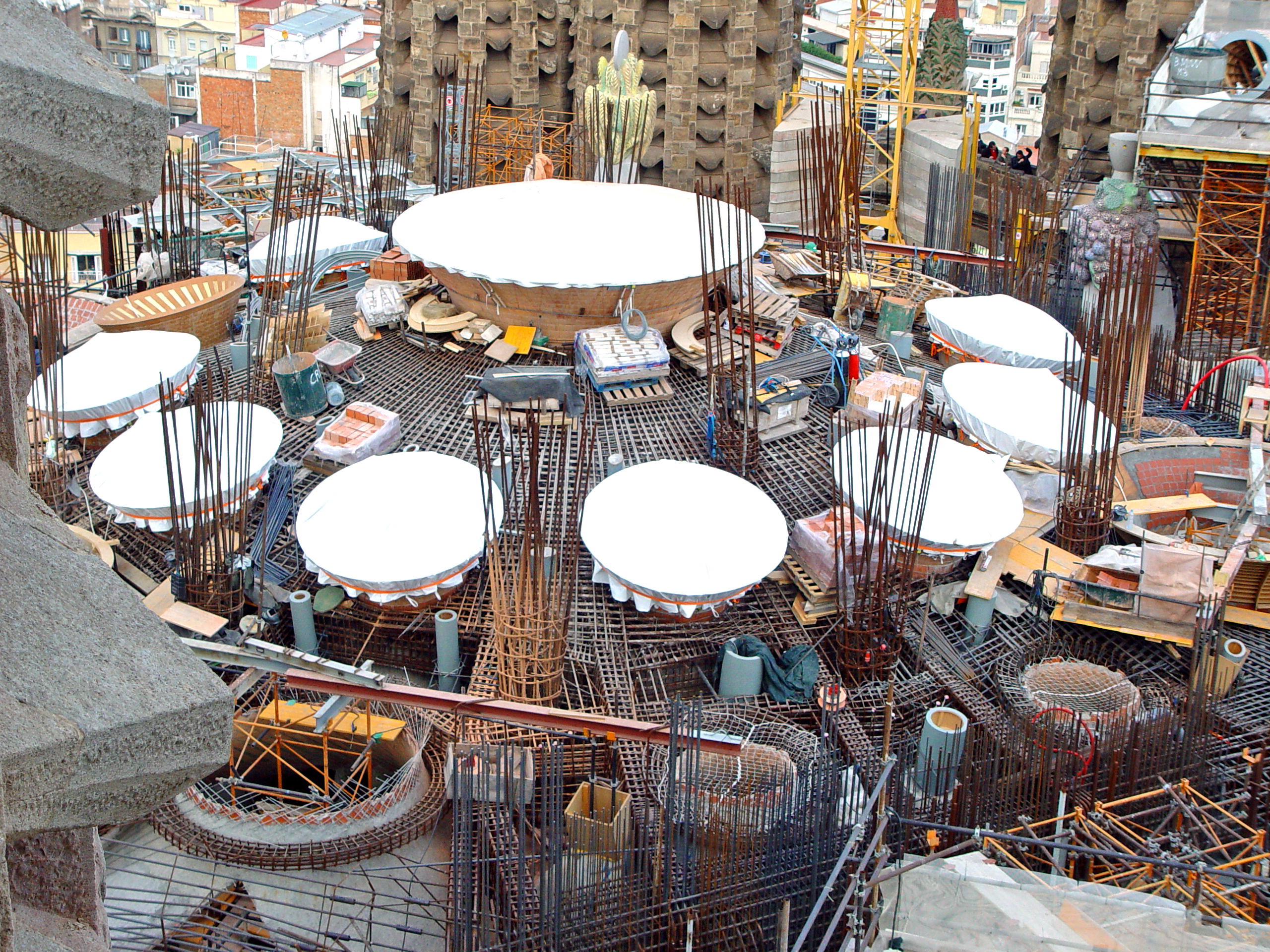
Ferraillage - toiture de la Sagrada Família à Barcelone

- Ferraillage -  toiture de la Sagrada Família à Barcelone Ferraillage - barres à béton liaisonnées qui serviront d'armature au béton armé - Mise en œuvre des barres à béton.
- Fermer, Fermeture - Voir Lexique des arcs et voûtes.
- Fermeture - Anciennement, l'extrémité supérieure et intérieure de chaque tuyau de cheminée dont on diminue l'ouverture pour aussi diminuer la colonne d'air et disposer l'emplacement de la mitre[M 35].
- Feuilletée - Voir Lexique de la pierre naturelle (Pierre).
- Feuillure - Entaille pratiquée dans les pieds droits d'une baie de porte, de fenêtre, laquelle est ordinairement d'équerre avec le tableau, et forme un angle obtus avec l'embrasement, ou bien qui est d'équerre avec l'un et l'autre[M 35].
- Fiche - Voir Lexique de la pierre naturelle (Pose).
- Fier - Voir Lexique de la pierre naturelle (Marbre).
- Fil - Voir Lexique de la pierre naturelle (Caractéristiques).

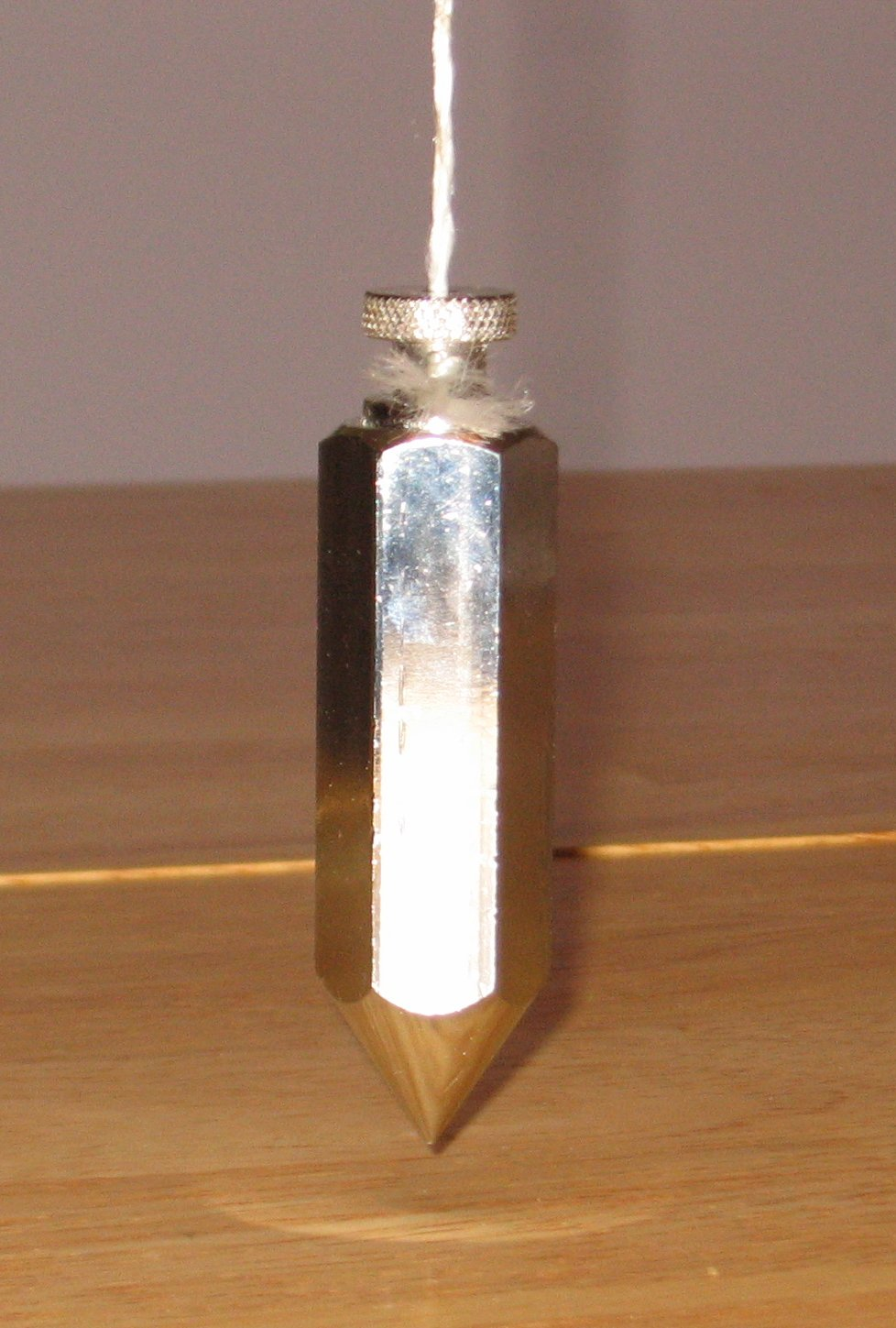
Fil à plomb

- Fil à plomb Fil à plomb - Fil lesté à son extrémité d'un poids et équipé à son autre extrémité d'un bloc, destiné à vérifier la verticalité d'une surface ou d'une arête.
- Filardeux - Voir Lexique de la pierre naturelle (Pierre).
- Filet ou Listel - Petite moulure carrée qui en accompagne ou en couronne une autre plus grosse[M 35].
- Foisonnement - Voir Lexique de la chaux.
- Flèche - C'est, dans un arc ou segment de cercle, la ligne qui passe par le milieu de l'arc, et qui est perpendiculaire à la corde[M 36].
- Fond - Partie basse de tous les corps qui ont trois dimensions distinctes ; tel est le fond d'une cave, d'une fosse, d'un bassin ; Se dit aussi de toute construction qui est élevée aplomb sur sa fondation - On dit : un trumeau de fond, une chaîne de fond[M 36].
- Fondation (anciennement fondement) - Partie d'un bâtiment qui est au-dessous du rez-de-chaussée et qui est enfermée dans les terres et dont la vocation principale est d'assurer la stabilité du bâtiment[M 36] - Voir aussi Assise.
- Formerets- Voir Lexique des arcs et voûtes.
- Fosse - On appelle ainsi toute profondeur en terre qui sert à divers usages dans les bâtiments, comme de citerne, de cloaque[M 36].
  - Fosse à chaux - Voir Lexique de la chaux.
  - Fosse d'aisance - Ancêtre de la fosse septique, lieu ordinairement pratiqué au-dessous du sol des caves, dont le pourtour était maçonné, le fond pavé, et qui servait à recevoir les matières fécales[M 36].
  - Fosse septique- Un des éléments constitutifs d'une installation d'assainissement non collectif.
- Foyer - Dans une cheminée, la partie horizontale comprise entre les jambages et le contre-cœur, et que l'on nomme plutôt âtre[M 36].
- Franche (Pierre franche) - Voir Lexique de la pierre naturelle (Pierre).
- Frise - Toute partie lisse et unie employée dans la décoration ; En maçonnerie, c'est une des trois parties de l'entablement qui est entre l'architrave et la corniche[M 37].
- Fronteau - Petits frontons que l'on met au-dessus des fenêtres[M 37].
- Frontispice - Principale face d'un édifice considérable[M 37].
- Fronton - Ornement de forme triangulaire ou d'un segment de cercle, qui forme le couronnement ou l'amortissement d'un avant-corps de bâtiment, ou d'une porte, ou d'une fenêtre[3]. Il est ordinairement composé d'une base, d'un tympan et de deux corniches inclinées[M 37].
- Fruit- Voir Lexique des murs.
- Fusée - Voir Lexique de la chaux.
- Fusible- Voir Lexique de la pierre naturelle (Caractéristiques).
- Fût - Voir Lexique des colonnes.

## G
- Gâcher - Détremper, délayer du plâtre ou du ciment[4] avec de l'eau, dans une auge éventuellement.
- Gaine - Partie inférieure d'un terme[M 38].
- Galbe - Contour d'un balustre, d'un vase, d'un dôme, d'un chantournement en forme de console, tel que celui d'un jambage de cheminée en hotte[M 38].
- Galetas - Étage pris dans le comble d'un bâtiment qui est lambrissé et éclairé par des lucarnes ou des châssis en tabatière[M 38].
- Gargouille - Dalle de pierre recreusée en demi-cercle, par où s'écoule l'eau des toits ou des cuisines - Canal formé de deux petits murs en maçonnerie, recouverts, et le fond pavé ou dallé servant au même usage, ce sont aussi des trous pratiqués dans la cymaise d'un entablement, ordinairement ornés d'une tête, par où s'écoule l'eau des petits canaux taillés sur la corniche[M 38].
- Garni - Voir Lexique de la pierre naturelle (Moellon).
- Gauche (Pierre gauche)- Voir Lexique de la pierre naturelle (Pierre).
- Gelisse ou Verte (Pierre Gelisse) - Voir Lexique de la pierre naturelle (Pierre).
- Géométral - Plan d'un édifice quelconque fait à l'échelle, suivant les proportions exactes de toutes ses parties, longueurs, largeurs et les épaisseurs des murs - se dit de même des coupes, profils et élévations faites de la même manière[M 38].
- Géométrie - Science qui enseigne à mesurer l'étendue dans toutes ses dimensions : elle est le fondement de tous les arts relatifs à la construction[M 38].
- Gersure - Fente qui se fait dans les enduits ; on la nomme le plus souvent crevasse ou lézarde - Voir Lézarde[M 39]; Gersé - Qui est fendu, crevassé ; se dit des enduits de plâtre, de mortier[M 38].
- Gerseau - Voir Corde (Dans la construction).
- Giron - Voir Lexique des escaliers.
- Glacis - Maçonnerie ordinairement faite en blocage et qui s'établit sur une pente douce où passent des eaux vives, ou qui sert de décharge à une pièce d'eau. C'est aussi la pente qu'on donne à la surface supérieure de la cimaise d'un entablement non couvert pour faciliter l'écoulement des eaux. Se dit aussi de l'enduit en pente fait sur la tête d'un mur de clôture ou de dossier de cheminée[M 39].
- Glaise - Terre grasse qui, étant pétrie, sert à retenir l'eau dans les bassins, réservoirs, fosses d'aisances, en en faisant un corroi à l'intérieur ou à l'extérieur ; Glaiser - Faire un corroi de glaise qui a été pétrie aux pieds, et qu'on foule par le même moyen, ou avec un pilon derrière un mur[M 39].
- Gobeter - Jeter avec la truelle ou avec la main du plâtre clair, ou du mortier contre un mur, ou sur un lattis, et passer la main dessus pour le faire entrer dans les joints : L'emploi du plâtre passé au panier, gâché clair, et jeté au balai sur un lattis, est ce qu'on nomme le plus généralement gobeter[M 39].
- Godets - Voir Fiche.
- Gorge - Une moulure concave ; Gorgerin - La même moulure qui est sous le chapiteau ou sous la corniche d'un piédestal ; Gorge de cheminée - La partie circulaire à l'intérieur et au derrière du manteau[M 39].
- Gouge - Outil de fer long et taillant par le bout, qui est arrondi en forme de rigole, et emmanché, qui sert à pousser des moulures à la main[M 40].
- Goujat - Manœuvre qui porte l'oiseau et le mortier[M 40].
- Goulotte - Petit canal taillé sur la surface supérieure de la cymaise d'un entablement pour l'écoulement des eaux de pluie par les gargouilles ; c'est aussi le petit canal taillé sur le devant d'une cuillère sous une descente[M 40].
- Goutte - Petite saillie en forme de petit cône tronqué que l'on fait dans une corniche[M 40].
- Gras - Voir Lexique de la chaux.
- Grasse (Pierre grasse) - Voir Lexique de la pierre naturelle (Pierre).
- Grattoir - Voir Lexique de la pierre naturelle (Outils).
- Gravats - Menues démolitions, recoupes et déchets des plâtres lors de leur emploi dans un bâtiment.
- Grêle - Voir Lexique des colonnes.
- Grès - Voir Lexique de la pierre naturelle (Pierre).
- Gresserte - Grès - Voir Lexique de la pierre naturelle (Réalisations).
- Grève - Gros sable qu'on ramasse sur les bords des rivières, ou qu'on trouve dans de certaines veines de la terre, et qui sert à faire du mortier[M 40].

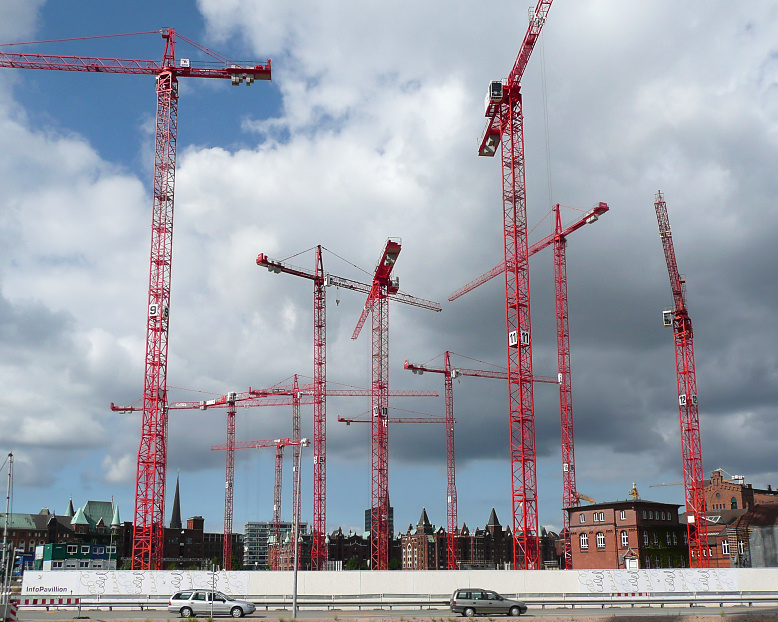
Grues à tour

- Grues à tour Grue - Une grue est un appareil de levage et de manutention réservé aux lourdes charges ; Grue à tour - Grue servant sur les chantiers.
- Grue - Voir Grue préindustrielle (Vocabulaire).
- Guindage, Guinder - Voir Grue préindustrielle (Vocabulaire).

## H
- Hacher, Hachette - Voir Lexique de la pierre naturelle (Taille).
- Harpes - Voir Lexique des murs.
- Hauban, Haubaner - Voir Grue préindustrielle (Vocabulaire).
- Héberge - Voir Lexique des murs.
- Hémicycle - Voir Lexique des arcs et voûtes.
- Hiement - Voir Grue préindustrielle (Vocabulaire).
- Horizontal - Tout ce qui est de niveau, et qui est parallèle à l'horizon[M 41].
- Hotte - Partie d'un tuyau de cheminée qui a la forme pyramidale depuis le dessus du manteau jusque sous le plancher, qui, pour l'ordinaire, est posé sur des jambages très-élevés, et qui se construit dans les cuisines[M 41].
- Houe - Espèce de rabot qui sert à corroyer le mortier[M 41].
- Hourder, Hourder à bain, Hourdis ou Hourdage - Voir Hourdis (Définition).

## I
- Imposte - L'assise de pierre qui couronne un jambage ou pied-droit, et sur lequel on pose le coussinet d'une arcade - Cette assise a ordinairement une saillie qui est taillée de moulure ; Imposte cintrée - Imposte qui couronne un pied-droit et retourne en archivolte, suivant le contour de la douelle d'une arcade[M 42].
- Incruster - Remettre un carreau de pierre neuve à la place d'un autre qui a été calciné par le temps ou le feu, ou une pièce ou carreau dans une assise[M 42].
- Intrados - Voir Lexique des arcs et voûtes.
- Irrégulier - Plan lorsque les angles et les côtés ne sont pas égaux[M 42].
- Isolé - Bâtiment détaché de tout autre; Isolement - Distance entre deux choses comme la distance entre une colonne et un mur[M 42].

## J
- Jambage : Voir Jambage (vocabulaire)
- Jambe : Voir Jambe
- Jarreter - Parements de la pierre, des murs, des voûtes, des arcades où il se trouve des sinuosités[M 43].
- Jauger - Voir Lexique de la pierre naturelle (Taille).
- Jetée - Ouvrage construit à l'entrée d'un port pour lui servir d'abri et briser l'impétuosité des vagues[M 43].
- Joint - Voir Joint (Vocabulaire).
- Jointoyer - Remplir le joint et le finir. Jointoyeuse - Machine à jointoyer.
- Jointif - Lattis dont les lattes sont clouées tout près les unes des autres, telles que pour un plafond, un lambris, une cloison sourde, une aire[M 44].
- Jouée - Dans une baie de soupirail, l'épaisseur du mur dans laquelle elle est ouverte. Ce sont aussi les deux côtés d'une lucarne qui sont hourdés et recouverts de plâtre[M 44].
- Jour - Toute ouverture faite dans un mur ou dans un comble pour éclairer les différentes parties d'un bâtiment ; c'est aussi ce qu'on nomme baie ; Jour droit - Jour d'une fenêtre à hauteur d'appui ; Faux-Jour : celui qui éclaire quelque petit lieu, comme une garde-robe, un retranchement, un petit escalier ; Jour aplomb - Celui qui vient directement par en haut ; Jour d'escalier - Le vide ou l'espace carré ou rond qui reste entre les limons droits ou rampants[M 44].

## L
- Lait de chaux - Voir Lexique de la chaux.
- lambourdes - Voir Lexique de la pierre naturelle (Calcaire lutétien).
- Lambris - Plafonds rampants qui se font dans les chambres, sous les combles[M 45].
- Lame ou Cale - Voir Lexique des colonnes.
- Lancis - Voir Lexique de la pierre naturelle (Moellon).
- Languette.
- Lanterne - Espèce de petit dôme ou de petit comble construit au sommet d'un grand, soit pour donner du jour à un corridor, à une galerie ou à un escalier placé au-dessous[M 46].
- Larmier - Voir Corniche (Vocabulaire).
- Larmier - Espèce de filet pratiqué au bas du chaperon d'un mur de clôture[M 46].
- Latte - Morceau de bois de chêne, refendu suivant son fil, qu'on façonne dans les forêts, ayant quatre pieds de long, 12 à 18 lignes de large, et 2 à 3 lignes[6] d'épaisseur, qui sert pour les plafonds, les pans de bois, etc. ; Latter - Attacher, clouer des lattes sur les solives d'un plancher, sur les poteaux, d'une cloison ; Latter à claire voie - Attacher des lattes éloignées les unes des autres, comme on fait pour une cloison, et pour un plafond sur lequel sont des auguets ; Latter à lattes jointives - Clouer des lattes près les unes des autres telles que pour un plafond un lambris une cloison sourde une aire[M 46].
- Laver (Pierre à Laver) - Évier.
- Laye, Pierre layée, Layer - Voir Lexique de la pierre naturelle (Outil).
- Levée - Voir Lexique des murs.
- Levier - Voir Lexique de la pierre naturelle (Moellon).
- Lèvre - Voir Lexique des colonnes.
- Lézarde - Voir Lexique des murs.
- Liais - Voir Lexique de la pierre naturelle (Pierre).
- Liaison - Voir joint de maçonnerie (Vocabulaire).
- Libage - Voir Lexique de la pierre naturelle (Pierre).
- Lierne - Voir Lexique des arcs et voûtes.
- Ligne aplomb - Ligne perpendiculaire ; on l'appelle ainsi parce qu'on la trace ordinairement par le moyen d'un plomb. Les maçons et Limousins appellent ligne une petite cordelette ou ficelle dont ils se servent pour élever les murs droits aplomb, et de même épaisseur dans leur longueur[M 47].
- Limon - Voir Lexique des escaliers.
- Limousin, Limousinage - Voir Lexique de la pierre naturelle (Moellon).
- Listel - Voir Lexique des colonnes.
- Listeau - Petit filet d'une base de piédestal qui couronne la baguette[M 47].
- Lit : Voir Lit (pierre) et Lit (taille de pierre).
- Losange - Figure de quatre côtés, qui a deux angles aigus et deux angles obtus[M 48].
- Louve, Louveur - Voir Lexique de la pierre naturelle (Pose).
- Lucarne - Espèce de fenêtre sur une corniche dans le toit d'un, bâtiment[M 48].
- Lunette - Baie voûtée, pratiquée dans les côtés ou flancs d'une voûte en berceau, ou d'une voûte en arc de cloître[M 48].

## M
- Maçon - Ouvrier faisant ordinairement la construction des murs et planchers dans un bâtiment, de tout ce qui est maçonné, c'est-à-dire lié avec du mortier.
- Maçonnerie - L'art de bâtir une construction par l'assemblage de matériaux élémentaires, liés de manière non réversible. C'est l'art du maçon par définition.
- Machine - Voir Grue préindustrielle (Vocabulaire).
- Maigre - Voir Lexique de la pierre naturelle (Pierre).

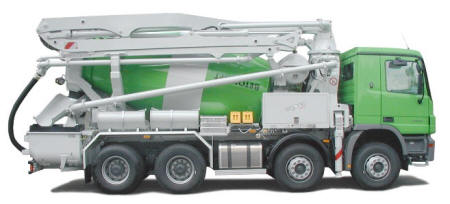
Camion malaxeur équipé d'une pompe à béton

- Camion malaxeur équipé d'une pompe à béton Malaxeur, camion malaxeur ou camion toupie - Camion spécialisé dans le transport du béton frais. Le camion est pour l'essentiel pourvu d'un réservoir rotatif en forme de toupie est incliné suivant un axe presque horizontal.
- Manœuvre - Ouvrier polyvalent et peu qualifié sur un chantier ; anciennement, homme qui sert les compagnons maçons[M 49].
- Manteau - Partie basse d'une cheminée composée de jambages et d'une traverse qui, ensemble, portent le tuyau - On donne ordinairement le nom de manteau à la traverse seule[M 49].
- Marche, Marche-pied, Marche dansante, Marche chanfreinée, Marche pleine, Marche délardée, Marche palière- Voir Lexique des escaliers.
- Mardelle - Pierre dans laquelle est percé un trou rond ou oval, suivant le diamètre ou la forme d'un puits, et qui est posée à hauteur d'appui - La maçonnerie qui est au-dessous jusqu'à rase du sol, se nomme mur de mardelle[M 49].
- Schéma d'un marteau :

1. Angrois 
 
2. Œil 

3. Table 

4. Panne 

5. Manche

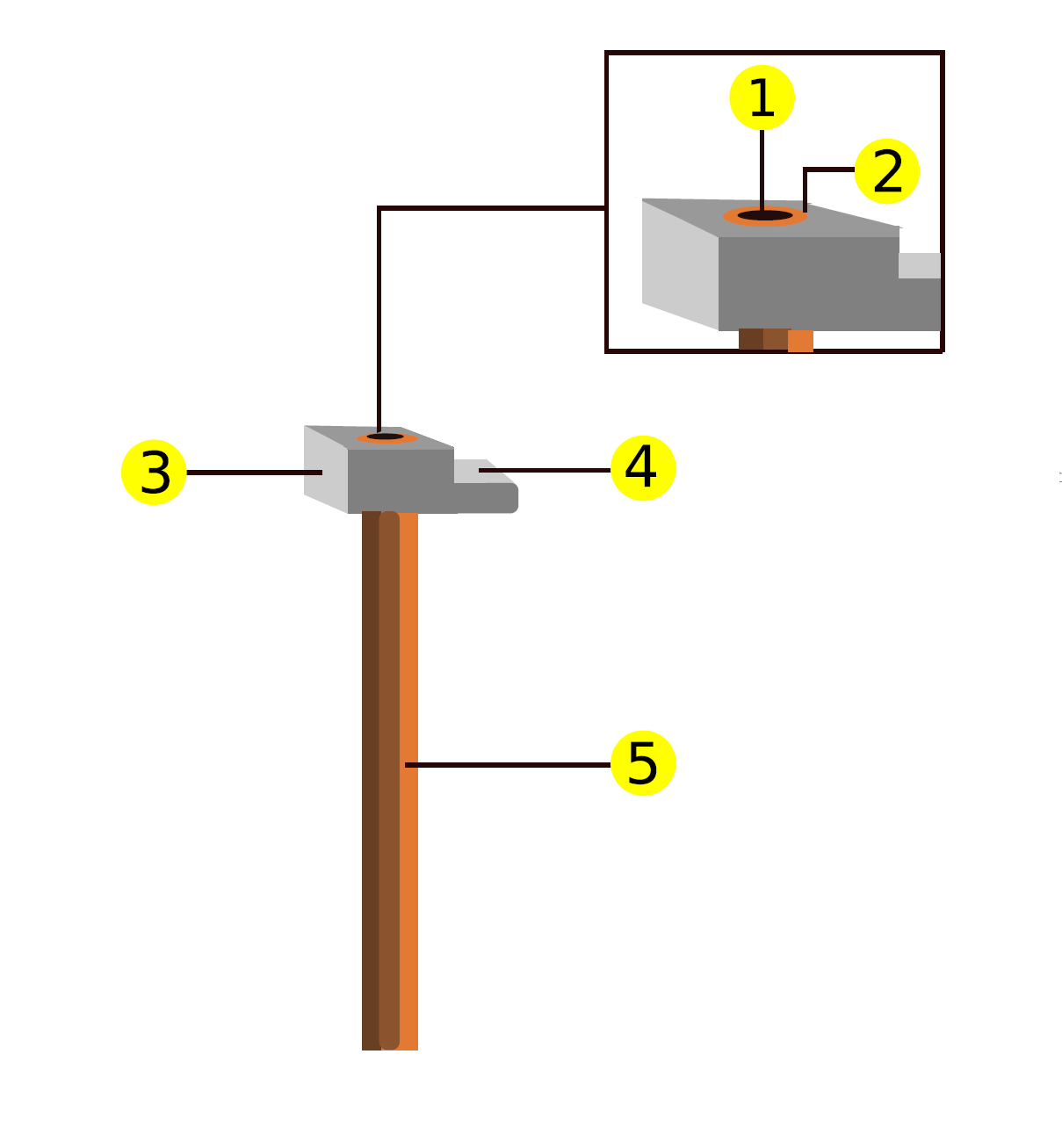
Schéma d'un marteau :

 Marteau - Outil de frappe et de percussion, constitué d'un manche souvent en bois et d'une tête en fer ou en acier employé à frapper dans différentes applications ; Marteau de maçon - Composé d'une tête carrée d'un côté et d'un pic allongé de l'autre sert à trouer, à l'aide d'un burin, casser ou fendre des pierres, gondoler les vitres, démolir[7] ; Marteau breté - Voir Lexique de la pierre naturelle (Outils).
- Marteau-piqueur - Outil pneumatique servant à buriner.
- Masse - Outil de percussion manié à deux mains principalement utilisée en maçonnerie lors des travaux de démolition (Voir aussi Têtu).
- Massif - Voir Lexique des murs.
- Mastic - Matériau qui sert à stabiliser d'autres matériaux ou à remplir des joints- Anciennement, composition de diverses substances détrempées avec de l'huile, et qui sert à remplir les joints des pierres employées en dallage et caniveau[M 49].
- Matériaux - Se dit collectivement de toutes les matières qui servent à construire n'importe quel bâtiment[M 49].
- Mathématique - Science qui a pour objet la grandeur en général[M 49].
- Matière - Corps que les artisans mettent en œuvre[M 49].
- Membre - Anciennement, différentes parties d'un entablement, des différentes moulures d'une corniche ; Membre couronné - Moulure accompagnée d'un filet ; Membre creux - Moulure qui est vue par sa concavité comme le cavet[M 50].
- Métope - Intervalle carré entre les triglyphes de la frise dorique ; C'est aussi la petite partie de mur qui paraît entre deux solives à l'extrémité d'un entrevous[M 50].

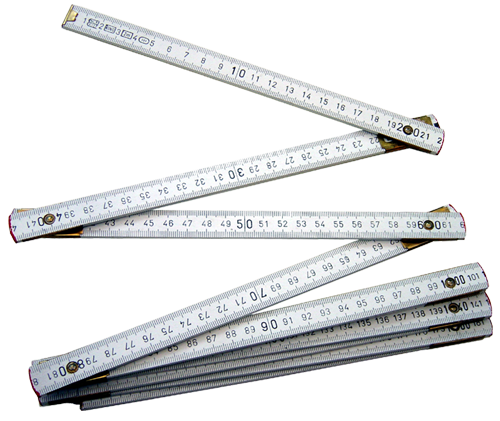
Mètre pliant - aluminium

- Mètre pliant - aluminium Mètre pliant ou Double mètre pliant est un instrument de mesure de précision moyenne qu'on trouve en différentes matières (bois, plastique ou aluminium). Le double mètre de maçon est généralement en bois, de couleur jaune, composé de dix segments de vingt centimètres attachés par des rivets avec un ressort permettant de fixer le mètre en position fermée ou ouverte.
- Métré - Art de mesurer toutes les parties d'un bâtiment, d'en faire la description, les développements, d'indiquer les ouvrages, d'en faire les calculs en les réduisant au mètre linéaire, au mètre carré ou au mètre cube (notés ml, m2, m3), et de les classer chacun dans l'ordre qu'ils doivent avoir d'après leur nature ou leur valeur respective (éventuellement selon l'arborescence d'un cahier des charges) ; Métreur : Celui qui mesure toutes les parties d'un bâtiment, qui connaît les principes de géométrie sur lesquels sont fondées toutes les opérations du métré ; qui sait faire le développement et le détail de chaque ouvrage, ainsi que leur évaluation[M 51]. Anciennement métré était appelé toisé et métreur, toiseur.
- Meulière - Voir Lexique de la pierre naturelle (Moellon).
- Miroir - Voir Lexique de la pierre naturelle (Taille).
- Mise en ligne - Voir Lexique de la pierre naturelle (Moellon).
- Mitoyen - Un mur est mitoyen lorsqu'il sépare deux parcelles et appartient en copropriété aux deux propriétaires.

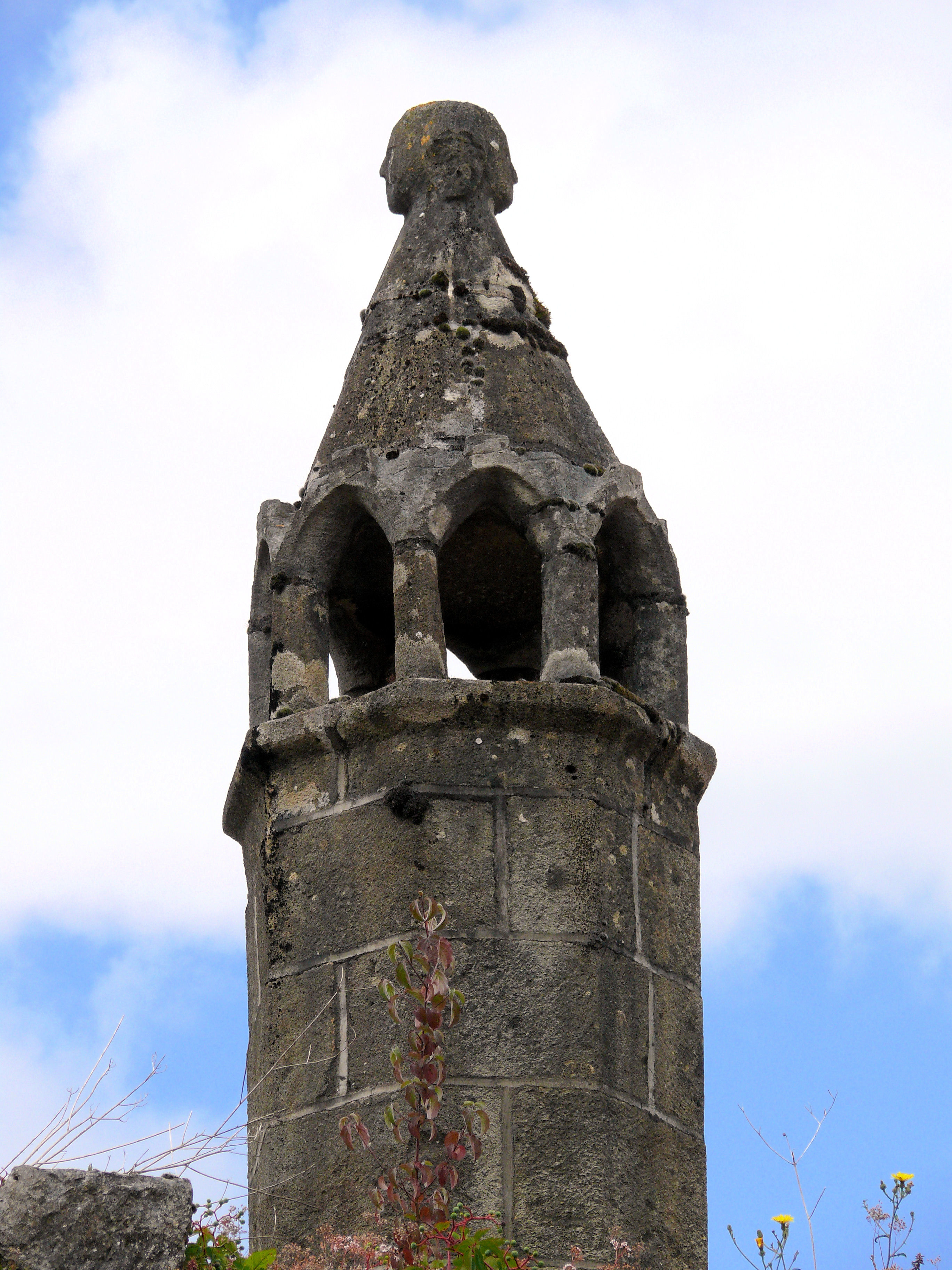
Souche et mitre d'une cheminée

- Souche et mitre d'une cheminée Mitre - Espèce de coffre en terre cuite ou en plâtre, évasé par le bas, qu'on place à l'extrémité supérieure des tuyaux de cheminée, anciennement pour diminuer la colonne d'air extérieur ; Mitre (Double) - Une seconde mitre posée sur la première, et qui, ordinairement, est faite de deux planches en plâtre placées au travers en forme de chevron brisé[M 52].
- Modillon - Espèce de console en saillie qui semble soutenir le plafond du larmier d'un entablement ou d'une corniche - On l'emploie aussi sous des appuis de fenêtre[M 52].
- Moellon : Voir Lexique de la pierre naturelle (Moellon).
- Montée - Exhaussement des murs que de l'élévation des voûtes, des colonnes[M 53] ; Montée de voussoir ou claveau, Montée de voûte : Voir Lexique des arcs et voûtes ; Monter - Voir Lexique de la pierre naturelle (Moellon).
- Mortier - Composition de chaux et sable ou de ciment[4], par parties égales ou inégales, détrempées avec de l'eau et broyées, dont on se sert pour lier et joindre les pierres, les moellons, les meulières ; Mortier gras - Mortier dans lequel il y a beaucoup de chaux[M 53] ; Mortier maigre - Mortier dans lequel on a épargné la chaux[M 53].
- Mouchette - Larmier d'une corniche ; c'est aussi le listel qui couronne un talon ou un quart de rond ; Mouchette pendante - Le bord du larmier d'une corniche dont le plafond est creusé ou refouillé[M 53].
- Moufle, Moulinet - Voir Grue préindustrielle (Vocabulaire).
- Moulure - Toutes saillies au dehors du nu d'un mur, carrées ou rondes, droites ou courbes, qui servent d'ornements, et dont l'assemblage forme les corniches, les impostes, les chambranles, les bases des colonnes des pilastres, etc[M 54].
- Muid - Anciennement, mesure qui, pour la chaux, contient six futailles ou pièces de deux cent quarante pintes, et, pour le plâtre, trente-six sacs de chacun deux boisseaux[M 54].
- Mur - Voir Lexique des murs.
- Musique - Voir Lexique du plâtre.
- Muxule - Espèce de modillon carré[M 55].

## N
.
.

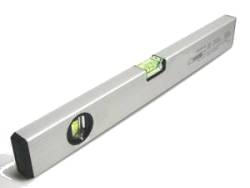
Un niveau à bulle.

Schéma d'une fiole de niveau à bulle.

- Naissance - Endroit où quelque chose commence à paraître, à avoir de la saillie[M 56].
  - Naissance de voûte - Voir Lexique des arcs et voûtes ; Premières assises en pierres ou en moellons[M 56].
  - Naissance de colonne - Voir Lexique des colonnes.
- Nervure - Parties saillantes en forme de côtes[M 56].
- Niche - Voir Lexique des murs.
- Niveau - Différents outils et instruments de mesure qui servent à calculer, à établir ou à vérifier des plans horizontaux, ou des verticales. Niveau à bulle - Niveau conçu pour indiquer si une surface correspond à l'angle de référence. l'horizontale, la verticale et 45° sont généralement proposés sur la règle du maçon ; Niveau à eau - Niveau constitué d'un tuyau rempli d'eau, exploitant le principe des vases communicants, utilisé pour vérifier si des points distants sont de niveau horizontalement ; Autrefois aussi un assemblage de trois règles dont deux forment un angle droit, au sommet duquel est attachée une ficelle d'où pend un plomb qui passe sur une ligne tracée au milieu de la troisième règle, et qui sert à poser les pierres[M 56]. Voir aussi Chorobate.
- Noyau - Voir Lexique des arcs et voûtes.
- Nu - Surface unie d'après laquelle on détermine les diverses saillies d'architecture - Ainsi on dit qu'une corniche a tant de saillie du nu du mur[M 56].

## O
- Oblique - Se dit de tout ce qui n'est pas perpendiculaire, de ce qui est incliné relativement à quelqu'autre chose[M 57].
- Obtus - Angle qui a plus de 90 degrés, on qui est plus grand que l'angle droit ou que le quart du cercle[M 57].
- Octogone - Figure qui a huit côtés et huit angles[M 57].
- Œil - En général toute ouverture de peu d'étendue ; Œil-de-bœuf - toute baie ronde ou ovale pratiquée dans un mur ; Œil-de-pont - Ouvertures rondes au-dessus des piles et dans les reins des arches d'un pont, qu'on fait autant pour rendre l'ouvrage léger que pour faciliter le passage des grosses eaux[M 57].
- Œuvre - Travail d'un artisan ; il est synonyme avec ouvrage - Ce mot a différentes significations dans l'art de bâtir. On dit hors-œuvre lorsqu'on prend les mesures de quelque partie de dehors en dehors, comme d'un pavillon. Dans-œuvre, lorsqu'on prend les mesures de quelque partie eu dedans, comme d'une chambre ; Sous-œuvre - Se dit d'un bâtiment qu'on soutient par des chevalements et dont on reconstruit les fondements ; c'est le reprendre en sous-œuvre - On dit mettre en œuvre, c'est employer quelque matière, lui donner une forme, et la mettre en place[M 57] ; Gros œuvre - Ensemble des ouvrages de l'édifice qui concourent à la reprise des efforts subis en permanence par la construction ; Second œuvre ou œuvre léger - ce qui n'est pas du gros œuvre.
- Ogives - Voir Lexique des arcs et voûtes.
- Oiseau - Anciennement, assemblage de menuiserie ayant deux bras, dont les manœuvres se servent pour porter le mortier aux Limousins[M 57].
- Oreille - Entaille qu'on fait au bout d'un appui de fenêtre ou d'un seuil pour qu'il entre dans le tableau de la baie et conserve une saillie sur le nu du mur[M 57].
- Orgueil - Grosse cale de pierre ou un coin de bois que les ouvriers mettent sous le bout d'un levier ou d'une pince pour servir de point d'appui ou de centre de mouvement d'une pesée ou d'un abattage[M 57].
- Outil - Les outils du maçon, sont la truelle, la taloche, le marteau de maçon, la massette, le burin et pointerolles, le sabre de maçon, le décintroir, le fer à rejointoyer, la plâtresse, la pointe à béton, la pelle de maçon, les chevillettes de serrage, la brosse, la pioche, le niveau à bulle, le niveau à eau, le fil à plomb, la règle de maçon, le double mètre, le crayon, des cordeaux, équerre et fausse équerre, etc., certains qu'il dispose éventuellement dans un coffre d'outillage. Il doit parfois faire usage d'échelles et d'échafaudages de brouettes. Il doit en plus s'équiper de machines comme la bétonnière, la disqueuse, la meuleuse, la concasseur à mortier, le compresseur. Lorsqu'il s'occupe de petite démolition, il fera usage de coins, de Masse, de marteau-piqueur portatif. Lorsqu'il s'occupe de béton à coffrer entre banches et coffrages, il doit s’investir charpentier, ses outils sont la scies circulaires, les marteaux de charpentier, ciseaux et bédanes, les clés plates, les limes, râpes et rabots, les étais et chandelles, les Perceuses, les Vilebrequins, visseuses et pied-de-biche, les camions malaxeur, etc. Anciennement, dans le bassin Parisien, le maçon s'occupait de la construction des murs en moellons ou meulière, tous les plâtres, et quelquefois la pose de la pierre. Cette association avec le travail du plâtre le fait appeler maçon-plâtrier[2]. Les outils dont se servaient les maçons étaient, la ligne, la règle et le compas, le niveau, l'équerre, le plomb, la hachette, les marteau, masses et bouchardes, le décintroir, la pince, le ciseau, le riflard, la truelle, la truelle bretée, l'auge, le sceau, le balai, la pelle, le tamis, le panier, le rabot, l'oiseau, les brouette, chariots et diables, le bar, la pioche et le pic, les pinces, poinçons. Outre les instruments nécessaires de main, ils avaient aussi des machines pour élever de grands fardeaux ; tels sont la grue, le gruau ou engin, le guindal, la chèvre, les treuils et cabestans, les moufles et poulies, le levier, et pour conduire de grosses pierres, le charriot, le bar, les madriers, les rouleaux, etc[M 47]. pour les échafaudages il y avait les boulins, écoperches. On comptait aussi des câbles, câbleaux, cordages, et vingtaines, les camions[M 48]. Les entrepreneurs fournissaient la plus grande partie des outils qui constituaient l'équipage. L'ouvrier emmenait avec lui dans sa boîte à outils, une truelle en cuivre et s'il y a des travaux de limousinerie à faire, une deuxième truelle longue en fer pour cet usage, une hachette pour couper les vieux plâtres, ébousiner et équarrir le moellon et démolir ou faire des trous dans les murs dans les planchers, etc., une taloche en bois garnie d'une poignée pour faire les enduits, une règle méplate pour prendre les niveaux, un marteau ayant une panne carrée d'un côté et à pic de l'autre, une auge, une truelle bretée dentelée d'un côté et tranchante de l'autre avec laquelle on nettoie et on dresse les enduits en passant d'abord la partie dentelée de haut en bas et obliquement de gauche à droite et ensuite le côté tranchant pour dresser, d'un riflard de deux niveaux, un plomb, une série de gouges et de fers pour pousser à la main les angles et retours des corniches de chapiteaux ou autres moulures interrompues nécessairement dans les emplacements où l'on ne peut faire glisser le calibre, un ou plusieurs compas en fer[2].
- Ouverture - Vide ou baie qu'on laisse ou qu'on fait dans un mur, soit pour une porte, soit pour une fenêtre[M 58].
- Ouvrage - On en distingue deux sortes : les gros et les menus ou légers ouvrages : Les gros ouvrages sont ceux qui sont faits en pierres, en moellons ou en briques ; les légers ouvrages sont ceux qui sont faits avec le plâtre : - Voir aussi le Lexique du plâtre[M 58].
- Ouvrage hydraulique - On appelle ainsi toute construction faite dans l'eau, ou de tout bâtiment ou machine qui sert à élever ou conduire l'eau[M 58].
- Ovale - Figure curviligne dont les diamètres sont inégaux[M 58].
- Ove - Moulure formée par un quart de circonférence, que l'on appelle par cette raison quart de rond[M 58].

## P
- Paie - Solde qu'on donne aux ouvriers pour les journées de leur travail[M 58].
- Paillasse - Anciennement, dans une cuisine, une construction massive en brique, peu élevée, qui sert à recevoir du charbon allumé pour faire griller les viandes et chauffer les chaudières ; c'est aussi le dessus d'un fourneau[M 58].
- Palier - Voir Lexique des escaliers.
- Pan - En général le côté d'une figure rectiligne ; se dit aussi de la partie d'un tout, et c'est dans ce sens qu'on dit : un pan de mur, un pan coupé[M 58].
  - Pan de mur, Pan coupé, Pan de bois - Voir Lexique des murs.
- Panier (Anse de) - Voir Cintre ou Voûte[M 59].
- Panneau - C'est, en général, toute surface droite ou courbe de peu d'étendue - C'est aussi un bâti de tringles de bois mince, levées et découpées, ou chantournées sur l'épure d'une pièce de trait, pour tracer une pierre brute et la tailler ensuite[M 59].
- Panneau - Se dit aussi de la maçonnerie dont on remplit les entre-deux des poteaux d'un pan de bois, d'une cloison, comme on dit aussi entre-vous - On nomme encore panneaux les parties d'enduit unies et lisses autour desquelles on traîne des cadres[M 59].
- Parallèles - Toutes les lignes ou surfaces des corps qui, dans toute leur étendue, sont toujours à égale distance l'une de l'autre[M 59].
- Parallélépipède - Corps solide terminé par six parallélogrammes, dont les opposés sont parallèles entre eux[M 59].
- Parallélogramme - Figure plane dont les côtés opposés sont parallèles - Voir Rectangle[M 59].
- Parapet - En général, une élévation de maçonnerie que l'on pratique au bord d'un terrain escarpé, comme aux deux côtés d'un pont de pierre, sur un mur de quai[M 59].
- Parement, Parement brut, Parement de tête, Parement de moellon, de meulière, Parement de moellon essemillé, etc. - Voir Lexique de la pierre naturelle (Pose).
- Paroi - Synonyme de parement[M 60].
- Parpaing - Voir Lexique de la pierre naturelle (Pose).
  - Parpaing d'échiffre - Voir Lexique des murs.
- Pas - Pierre qu'on pose à niveau ou plus élevé que le pavé, entre les deux jambages d'une porte, et qui saille au-delà du nu du mur (Seuil)[M 60].
- Passe-partout - Voir Lexique de la pierre naturelle (Outil).
- Pavé - Pavé de briques - Pavé qui est fait de briques posées de champ et en épi semblable au point de Hongrie[M 60] ; Pavé de moellon - Voir Lexique de la pierre naturelle (Moellon) ; Pavé de pierre ; Pavé de terrasse.
- Pavillon - Tout bâtiment de figure carrée ou d'autre forme, qui est isolé ou qui accompagne les différents corps-de-logis, soit dans le milieu d'une façade, soit aux extrémités en faisant avantcorps[M 60].

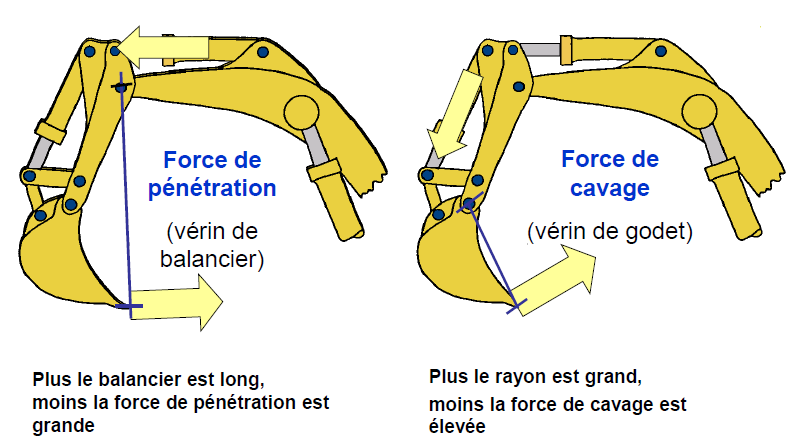
Pelle mécanique hydraulique - Schéma flèches monobloc

- Pelle mécanique hydraulique - Schéma flèches monobloc Pelle - Outil de travail, destiné à déplacer des matériaux ameublis ; Pelle mécanique hydraulique- La pelle mécanique hydraulique est un engin de chantier également connu sous le nom de pelleteuse (pelle), ou excavatrice. Quand il est de petite taille on peut parler de « minipelle » ou « midipelle » ; Tractopelle engin de génie civil combinant un chargeur sur pneus et une pelleteuse.
- Pendentif - Voir Lexique des arcs et voûtes.
- Pentagone - Figure qui a cinq côtés et cinq angles[M 61].
- Pente - Inclinaison plus ou moins forte qu'on donne à un ouvrage, soit pour former des talus, soit pour conduire des eaux - Voir Glacis[M 61].
- Percé - Baies de fenêtres[3] distribuées dans une façade pour donner du jour dans les différentes pièces d'un appartement[M 61].
- Percement - Ouverture quelconque faite après coup dans un mur pour former une baie de porte ou de fenêtre[3],[M 61].
- Perdue (Pierre perdue)- Voir Lexique de la pierre naturelle (Pierre).
- Péristyle - Voir Lexique des colonnes.
- Perpendiculaire - Ligne droite qui, rencontrant une autre ligne droite, forme avec elle deux angles égaux, c'est-à-dire un angle droit de part et d'autre[M 61].
- Perron - Voir Lexique des escaliers.
- Pétrification - Corps converti en pierres[M 61].
- Pièce - Tout lieu dont un appartement est composé, soit salle, chambre ou cabinet[M 61].
- Pied-droit - Partie d'un trumeau ou d'une porte, ou d'une fenêtre[3], qui comprend le bandeau ou chambranle, le tableau, la feuillure, l'embrasement et l'écoinçon - On donne aussi ce nom à chaque pierre dont le pied-droit est composé[M 61].
- Piédestal - Corps solide de forme carrée ou ronde, orné d'une base et d'une corniche, qui porte une colonne, un pilastre, une figure, ou un vase, etc. - Partie inférieure, ornée de quelque moulure, se nomme base ; le corps carré où rond, posé sur la base, se nomme dé, et le couronnement du dé, qui est orné de moulures, se nomme corniche[M 61].
- Pied de mur - Voir Lexique des murs.
- Piédouche - Petit piédestal où petite base de différentes formes orné de quelques moulures, qui sert ordinairement à porter une figure, un buste, un vase, une girandole[M 61].
- Pierre : Voir Pierre dans le Lexique de la pierre naturelle et pierre naturelle.
- Pierrée - Canal souterrain ou à découvert, construit ordinairement en meulière posée debout eu forme de blocage, et servant à conduire des eaux de sources ou de pluie[M 62].
- Pignon - Voir Lexique des murs.
- Pilastre, Pile, Pilier, Pilier butant, etc. - Voir Lexique des murs.
- Pilier de moulin à vent - Massif en maçonnerie qui se termine en cône, et qui porte la cage du moulin[M 63].
- Piloter - Action d'enfoncer des pieux ou des pilotis pour soutenir et pour affermir les fondements d'un édifice qu'on bâtit dans l'eau ou sur un terrain de mauvaise consistance[M 63].
- Pinceur - Voir Lexique de la pierre naturelle (Bardage.
- Piqué (Moellon piqué), Piquer, Piqueur- Voir Lexique de la pierre naturelle (Moellon).
- Pyramide - Corps solide dont la base est triangulaire ou carrée, et qui s'élève eu pointe[M 63].
- Plafond - Surface du dessous d'un plancher droit ou cintré, latté et couvert en plâtre ou en Anciennement de mortier de bourre[M 63].
  - Plafond de Corniche - Surface horizontale sans larmier d'une corniche ou d'un entablement[M 63].
  - Plafond d'embrasement, Plafond de tableau : la partie du haut d'une baie[M 63].
- Plafonner - Couvrir les murs de plâtre. Anciennement, clouer des lattes sous les solives et les enduire de plâtre ou de mortier[M 63].
- Plain-pied - Plusieurs chambres de suite dont les planchers sont de niveau - On dit qu'un "appartement a tant de pièces de plain-pied[M 63].
- Plan - Dessin représentant un bâtiment quelconque, qu'on suppose coupé horizontalement au droit du rez-de-chaussée ou des étages supérieurs ; Plan géométral - Plan qui représente tous les corps solides qui forment un bâtiment et les espaces vides dans leurs proportions naturelles ; tels que les murs principaux et de refend, la largeur des portes et des fenêtres[M 64].
- Plancher - Constructions de différentes natures qui sépare les étages d'un bâtiment. Anciennement, on distinguait, « plancher creux », plancher qui n'était pas rempli entre les solives[M 64] et « plancher hourdé », celui dont les entre-deux des solives était remplis de plâtras et plâtre affleurant les bois dessus et dessous[M 64]. Le plancher « enfoncé » ou « à entre-voux » désignait un plancher qui était « latte jointif ou couvert de bardeau avec aire en plâtre ou en bauge par-dessus, et dont les bois sont apparents par-dessous »[M 64].
- Planter - Tracer toutes les parties d'un bâtiment sur le terrain pour faire les fouilles des fondations[M 64].
- Plaquis - Voir Lexique de la pierre naturelle (Pose).
- Plat-Bord - Voir  Échafaudage (Histoire).
- Plate-bande - C'est, dans la baie d'une porte ou d'une fenêtre[3], l'assemblage de plusieurs claveaux en nombre impair qui en forment la fermeture[M 64].
- Plate-bande extradossée ou arasée - Voir Lexique des arcs et voûtes.
- Plateforme, anciennement Plate-forme - Surface horizontale qui couvre un édifice quelconque, qui est recouvert en pierre, en mortier de ciment[4] ou en plomb[M 65].
- Platée - Voir Lexique des murs.
- Plâtre : pierre que l'on fait cuire dans un four, à feu égal et modéré, qu'on réduit ensuite en poudre, et qui, étant gâchée avec de l'eau, sert pour les enduits, etc. - Voir Lexique du plâtre.
- Plein - Massif ou fondation[M 65].
- Pli - Angle rentrant dans la continuité d'un mur[M 65].
- Plinthe - Membre plat et carré formant la partie la plus basse d'un piédestal ou d'une colonne. C'est aussi toute moulure platte pratiquée sur un mur de face pour marquer les planchers ou pour servir de couronnement à une souche de cheminée, à un mur de clôture[M 65], etc.
- Plinthe (Double) - Seconde plinthe qu'on fait au haut d'un tuyau[M 65].
- Plomb - Petit cylindre au travers duquel passe une ficelle, coiffé d'une plaque de même diamètre, qu'on nomme chas : Il sert aux maçons et aux autres artisans qui sont obligés de poser leur ouvrage perpendiculairement à l'horizon[M 66] ; Plombée - Ligne à plomb[M 66] ; Plomber - Poser le plomb sur la face d'un mur pour juger de sa position verticale ou inclinée[M 66].
- Plumée - Voir Lexique de la pierre naturelle (Taille).
- Poinçon - Voir Lexique de la pierre naturelle (Outil).
- Pointe - Extrémité aiguë d'un corps quelconque - C'est celui du sommet de l'angle qui termine la hauteur d'un bâtiment, la hauteur d'un fronton, l'extrémité d'un obélisque[M 67].

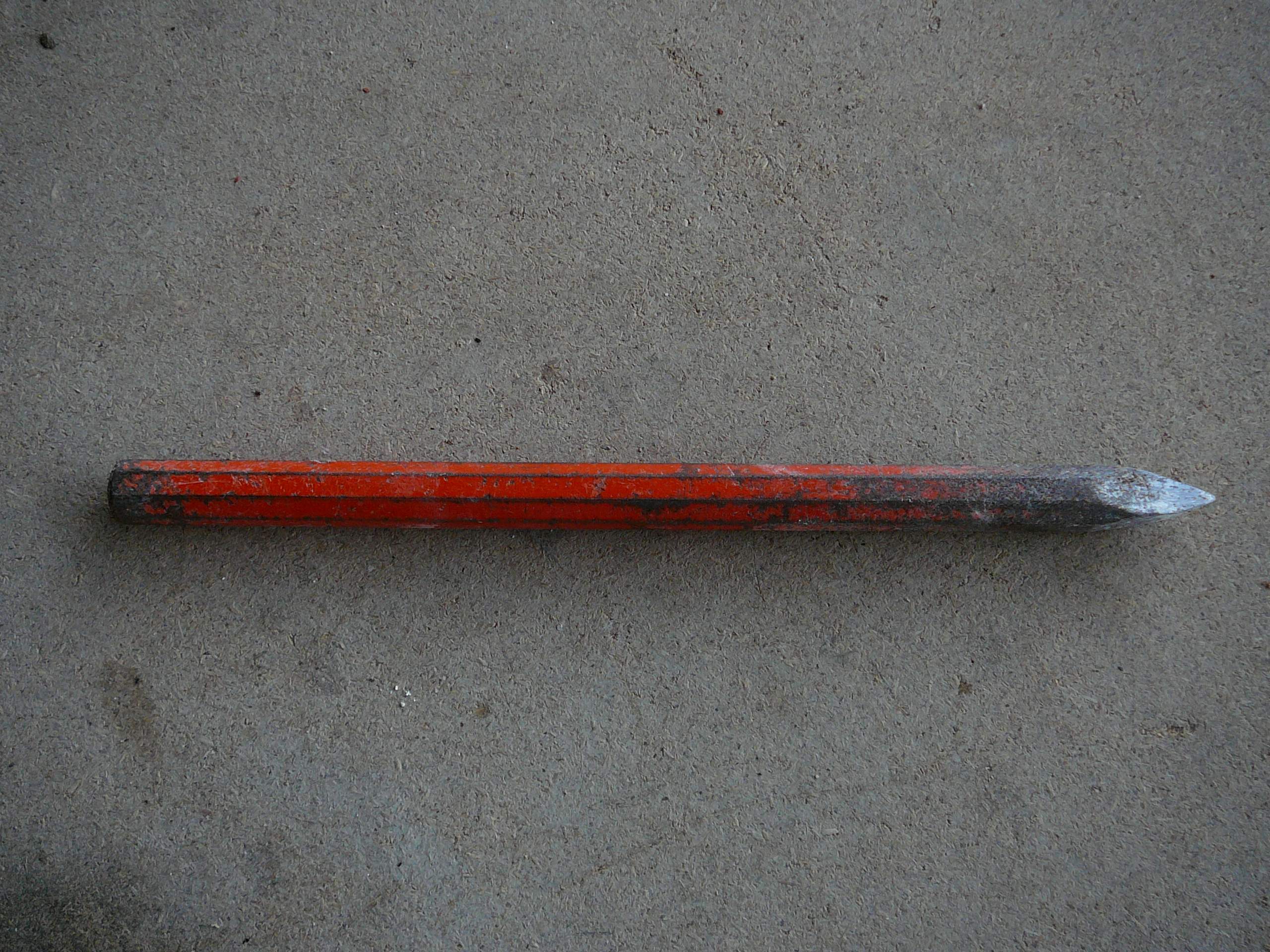
Une pointerolle

- Une pointerolle Pointerolle - Barre en acier octogonale ayant une extrémité aplanie et l'autre terminée par une pointe servant à buriner.
- Pont - Ouvrage construit sur une rivière pour servir de passage ; Ponceau - Petit pont d'une seule arche construit sur un canal ou un ruisseau[M 67].
- Porte - Ouverture ou baie d'une forme quelconque, pratiquée dans un mur ou dans une cloison pour servir d'entrée - Toute baie est composée de jambages ou pieds droits avec embrasement, et quelquefois avec tableau et feuillure ; linteau ou fermeture et seuil[M 67].
- Portée - Ce qui reste d'une plate - Bande entre les deux pieds droits. On entend aussi par portée le sommier d'une plate-bande, d'un arrachement de retombée[M 67].
- Porter - Une pierre porte tant de long, c'est-à-dire dire qu'elle a tant de longueur et de grosseur[M 67].
  - Porter à cru - Sans empattement ou retraite[M 67].
  - Porter de fond - Toutes les constructions élevées aplomb sur les fondements - On dit qu'un trumeau porte de fond[M 67].
  - Porte-à-faux - Tout corps qui est en saillie ou par encorbellement, comme les entablements, les balcons, ou qui ne portent pas aplomb sur un fondement ; tel est un trumeau élevé sur le milieu de la portée d'une architrave, d'un poitrail[M 67].
- Portique - Espace long et couvert, soit par des voûtes portées par des arcades, soit, par des plafonds sur des colonnes, et dont les côtés ne sont point fermés[M 68].
- Pose, poser de champ, poser de plat, etc. : Voir Lexique de la pierre naturelle (Pose).
- Position - Situation d'un bâtiment par rapport aux points de l'horizon[M 68].
- Poterie - On remplace quelquefois par ce nom celui de chausse d'aisance ou de descente (Toilettes)[M 68].
- Pouf - Voir Lexique de la pierre naturelle.
- Pourtour - Étendue du contour d'un espace ou d'un ouvrage - On dit qu'une corniche, un lambris, un tuyau de cheminée, a tant de pourtour, pour dire que son circuit a tant de longueur dans œuvre ou hors œuvre[M 68].
- Poussée - Effort que font les terres d'une terrasse contre le mur de revêtement ; effort que fait le pied ou retombée d'une voûte contre les murs qui la portent[M 68].
- Pousser - Voir Lexique des murs.
- Pousser - Voir Lexique de la pierre naturelle (Taille).
- Pratique (Pierre de pratique) - Voir Lexique de la pierre naturelle (Pierre).
- Préau - Cour d'une prison, destinée à laisser prendre l'air aux prisonniers[M 69].
- Profil - La coupe ou section perpendiculaire d'un bâtiment qui en représente le dedans, les hauteurs et largeurs, les épaisseurs des murs, des planchers ; c'est aussi la coupe d'un membre d'architecture, comme d'une corniche[M 69].
- Puisard - Trou dans lequel les eaux pluviales et autres se déposent[M 69].

## Q
- Quai - Berge d'une rivière ou d'un port, revêtue d'un mur de maçonnerie[M 69].
- Quarrément ou Carrément - à angle droit, à l'équerre[M 69].
- Quartier de voie - Voir Lexique de la pierre naturelle (Bardage.
- Quartier tournant - Voir Lexique des escaliers.
- Quart de cercle - La quatrième partie d'un cercle[M 69].
- Quart de rond - Moulure Voir Ove[M 69].
- Queue d'aronde - Voir Lexique de la pierre naturelle (Pose).
- Queue de pierre - Voir Lexique de la pierre naturelle (Pose).

## R
- Rabot - Voir Lexique de la chaux.
- Raccordement - Réunion de deux parties d'ouvrages à un même niveau, à une même surface ; d'un ouvrage neuf avec un vieux. Raccorder : Faire un raccordement[M 70].
- Radier - Massif en blocage ou carreaux de pierre compris entre les piles et les culées d'un pont, ou entre les bajoyères d'une écluse, sur lequel l'eau coule, et qu'on pratique pour empêcher que la force du courant ne dégrade les fondements des piles, des culées[M 70]...
- Rafraîchir - Voir Joint de maçonnerie (Vocabulaire).
- Ragréer - Voir Lexique de la pierre naturelle (Pose).
- Rampant - Ou appelle ainsi tout ce qui n'est pas de niveau, ce qui a de la pente, on dit un arc rampant, un limon rampant[M 71].
- Rampe - Voir Lexique des escaliers.
- Ranche - Voir Grue préindustrielle (Vocabulaire).
- Rang - Voir Lexique de la pierre naturelle (Pose).
- Rape - Voir Lexique de la pierre naturelle (Taille).
- Ravaler - Couvrir de plâtre ou de mortier une cloison ou un mur ; Ravalement - Totalité des enduits qu'on refait sur un vieux mur de face.
- Rechausser - Voir Lexique des murs.
- Recoupement - Voir Lexique des murs.
- Recoupes - Voir Lexique de la pierre naturelle (Taille).
- Recouvert, recouvrement - Voir Joint de maçonnerie (Vocabulaire).
- Rectangle - Figure qui a ses quatre angles droits[M 72].
- Redents : Voir Lexique des murs.
- Redressement - Remettre un plancher ou tout autre ouvrage de niveau[M 72].
- Réduit - Petit lieu retranché d'un grand[M 72].
- Réfection - Réparation partielle d'un mur en maçonnerie, d'un plafond, d'un tuyau de cheminée, ainsi que des portions d'enduits que l'on fait sur les vieux murs et cloisons[M 72].
- Refend - Cavités carrées ou triangulaires qu'on fait dans les assises d'un mur de face pour former des bossages. Les petits refends que l'on fait dans les plâtres se nomment joints d'appareil[M 72].
- Refouillement, refouiller - Voir Lexique de la pierre naturelle (Taille).
- Regain - Voir Lexique de la pierre naturelle (Pose).
- Régalement - La réduction d'une aire ou de toute autre superficie à un même niveau ou à une pente égale[M 72].
- Regard - Petit bâtiment en pavillon dans lequel sont renfermés les robinets de plusieurs conduites d'eau, avec un bassin pour en faire la distribution ; c'est aussi un petit bassin de forme carrée, couvert par un châssis en pierre avec un tampon de pierre ou de bois construit de distance en distance sur la direction d'une conduite d'eau ou d'un aqueduc, pour en observer les défauts et en faciliter les réparations[M 72].
- Rejingot - Une petite cavité triangulaire ou circulaire au-dessous et sur le bord d'un appui de fenêtre[3], d'une dalle couvrant un mur pour faire égoutter l'eau: On le nomme aussi larmier[M 73].
- Règle à Mouchette - Longue règle le long de l'un des côtés de laquelle est poussée une espèce de moulure : elle sert à faire des mouchettes, espèce de quart de rond qui est au-dessous d'une plinthe[M 73].
- Règle de maçon - Sorte de planche, généralement en aluminium mais aussi en bois, utilisée, quelquefois associée au niveau à bulle, pour la mise d'aplomb ou de niveau des surfaces.
- Réglé (Appareil réglé) - Voir Assise.
- Réglet : - Voir Filet, Listel.
- Regratter- Voir Lexique de la pierre naturelle (Réfection).
- Reins - Voir Lexique des arcs et voûtes.
- Rejointoyer - Voir Joint de maçonnerie (Vocabulaire).
- Relever- Tailler avec le ciseau et le maillet les bords au pourtour d'un parement, d'un joint d'une pierre pour le pouvoir dresser : On dit relever ou faire les ciselures : - Voir Ciselure ; Relever - Exhausser un mur de maison ou de clôture[M 73].
- Relief - Ouvrage saillant sur une surface unie[M 73].
- Remonter - Élever un mur plus haut qu'il n'était. C'est aussi assembler toutes les pièces d'un engin, d'une chèvre, d'un échafaud[M 73].
- Remplage ou Remplissage (Maçonnerie en remplissage) : Voir Lexique des murs.
- Remplissage - Anciennement, emploi que l'on fait des moellons pour araser les reins avec l'extrados d'une voûte - Par ce terme ou entend aussi les entrevous que l'on maçonne entre les poteaux d'un pan de bois, les solives d'un plancher, ce qui se fait avec des plâtras hourdés en plâtre - Encore le nom de la maçonnerie à sec que l'on fait avec des cailloux derrière un mur de revêtement[M 74].
- Renflement - Voir Lexique des colonnes.
- Renfoncement - Voir Lexique des murs.
- Renformir - Voir Lexique des murs.
- Réparation - Ouvrage qu'on fait à un vieux bâtiment[M 74].
- Repère - Marque qu'on fait, soit par des entailles, soit par des traits noirs ou blancs, pour conserver des alignements ou des mesures, ou pour reconnaître les parties qui doivent être posées les unes près des autres[M 74].
- Repos - Voir Lexique des escaliers.
- Repous - Sorte de mortier fait de petits plâtras qu'on bat et mêle avec du tuileau ou de la brique concassée - On s'en sert pour affermir des aires et sécher le sol des lieux humides[M 74].
- Repoussoir - Voir Lexique de la pierre naturelle (Outil).
- Reprendre, Reprise, Reprise par épaulée - Voir Lexique des murs.
- Réservoir - Grand bassin dans lequel on amasse l'eau pour la distribuer ensuite en différents endroits pour divers usages[M 75].
- Ressaut - Partie qui, au lieu d'être continue sur une même ligne, se jette en dehors, comme les entablements aux avant et arrière-corps[M 75].
- restauration  - Action de rétablir et de remettre en bon état toutes les parties d'un bâtiment dégradé[M 75].
- Retombée - Voir Lexique des arcs et voûtes.
- Retondre - Couper quelque chose de l'épaisseur d'un mur pour en supprimer les parties dégradées, ou pour le reblanchir - Couper du parement d'une pierre pour le dresser ou pour faire disparaître une épaufrure - Abattre et supprimer les ornements de mauvais goût d'un tympan, d'une frise[M 75]...
- Retour - Angle saillant que forment une encoignure, un avant-corps, un entablement, et qu'on appelle retour d'équerre lorsque cet angle est droit ; Retourner - Changer une pierre de face pour faire son second lit ou continuer un évidement ; Retourner d'équerre - établir une ligne perpendiculaire à l'extrémité ou à quelque point d'une autre ligue droite, réelle ou supposée[M 75].
- Retraite - Diminution d'épaisseur d'un mur, qui se fait soit sur un des parements, soit sur tous deux - La partie a laquelle on donne ce nom, dans un mur de face, est celle qui part du dessus du sol, et qui ordinairement fait retraite avec les murs de fondation ou les murs de caves, et qui est suivie d'une seconde retraite formée par le mur en continuité[M 75].
- Retranchement - Lieu que l'on a ménagé avec art dans une pièce pour s'y procurer quelques commodités, ou pour la mieux proportionner[M 75].
- Revêtement - Voir Lexique des murs.
- Rez-de-chaussée - Surface d'un terrain de niveau avec une chaussée ou une rue ; c'est aussi le nom qu'on donne à l'étage d'une maison qui est à ce même sol[M 75].
- Rhombe - Ancien nom de Losange[M 76].
- Riflard - Voir Lexique de la pierre naturelle (Outil).
- Rigole - Petit canal long et étroit fouillé en terre pour conduire l'eau - On donne aussi ce nom aux petites tranchées qu'on fait de peu de profondeur pour fonder un mur de clôture[M 76].
- Ripe - Voir Lexique de la pierre naturelle (Outil).
- Rocaille - Assemblage de plusieurs coquillages avec des pierres inégales, ou bien de la meulière cuite, qui est divisée en petits morceaux, et qu'on scelle sur un crépi avec du mortier de chaux et de ciment[4] aux soubassements des murs ou sur des trumeaux pour former l'architecture rustique ; Rocailleur - Ouvrier qui met les rocailles en œuvre, et qui fait des grottes, des fontaines, des rochers, des rivières, etc[M 76].
- Roche - Voir Lexique de la pierre naturelle (Pierre).
- Rond d'eau - Grand bassin enduit de ciment[4] et bordé d'un cordon ou d'une tablette de pierre[M 77].
- Rondelle - Outil de fer servant à gratter et finir les moulures. La rondelle n'est différente du crochet que parce qu'elle est arrondie par le bout[M 77].
- Rôtie - Voir Lexique des murs.
- Rotonde - Bâtiment dont le plan est rond dehors et dedans, et qui est couvert en dôme[M 77].
- Rouleau - Voir Lexique de la pierre naturelle (Bardage).
- Rudenture - Voir Lexique des colonnes.
- Rudération - Hourdage, maçonnerie grossière[M 77].
- Rustiquée - Voir Assise - Voir Taille[M 77].
- Rustique - Manière de bâtir lorsque l'on le fait plutôt à l'imitation de la nature qu'en employant les ressources de l'art - On dit un ouvrage rustique, une porte, une colonne rustique, pour exprimer qu'il n'y a point de grâce[M 77].
- Rustiquer - Voir Lexique de la pierre naturelle (Taille).

## S
- Sable - Sorte de gravier fort mince, qui consiste en un nombre de petits cailloux de différentes formes et de différentes couleurs, comme blancs, jaunes, rouges et noirs, utilisés comme agrégat, mélangé à un liant comme la chaux ou le ciment[4] : On distingue deux sortes de sables : Sable de mer ou de rivière- Le meilleur pour faire le mortier ; Sable de terrain ou de sablonnière - On le trouve dans de certains cantons, dans le milieu des champs - Il est le moins propre à faire du bon mortier[M 77] ; Sablière - Lieu où l'on tire le sable de terrain[M 78] ; Sablon - Sable extrêmement fin, ordinairement blanc, qui s'emploie de même à faire le mortier, et qui vaut mieux que de certains sables de terrain[M 78].
- Sabot - Morceau de bois carré dans lequel s'emboîte l'extrémité d'un calibre et qui sert à le diriger le long de la règle pour pousser les moulures[M 78].
- Saillie - Avance qu'ont les membres, ornements ou moulures au-delà du nu des murs, comme pilastres, chambranles, plinthes, archivoltes, corniches, balcons, appuis[M 78] ; Saillant - Qui avance ou ce qui sort en dehors[M 78].
- Sape, Saper - Voir Lexique des murs.
- Sauterelle ou Fausse équerre - Instrument de bois composé de deux règles assemblées par un bout, ce qui le rend mobile et propre à décrire toutes sortes d'angles rectilignes, droits, aigus ou obtus[M 78].
- Scabellon - Espèce de piédestal long et menu sur lequel on pose un buste[M 79].
- Scellement - Moyen mis en œuvre pour sceller un corps sur un autre au moyen de mortier, de cales, etc. ; Sceller - Arrêter dans un mur ou dans un pan de bois des pièces de bois ou de fer[M 79].
- Scénographie - Art de représenter un édifice en relief, qu'on appelle aussi modèle[M 79].
- Scie, Scie passe-partout, Scie à main, Sciage - Voir Lexique de la pierre naturelle (Outil).
- Scotie - Voir Lexique des colonnes.
- Section - Point où des lignes se coupent[M 79].
- Segment - Partie d'un cercle renfermé entre l'arc et sa corde - On dit segment de cercle[M 79].
- Sellette - Voir Grue préindustrielle (Vocabulaire).
- Séparation - Voir Lexique des murs.
- Service - Anciennement, faire le transport des matériaux au pied de l'ouvrage et de là sur le tas ; il est plus ou moins dispendieux et difficile selon que le terrain pour l'approche est plus ou moins mauvais ou embarrassé, et que le bâtiment est plus élevé[M 80].
- Servitude - Droit qu'a un propriétaire sur l'héritage de son voisin[M 80].
- Seuil - Pierre qu'on met au bas de la baie d'une porte entre ses embrasements ; si elle est en saillie du mur et plus élevée que le sol, elle prend le nom de marche, soit qu'elle soit seule ou qu'il y en ait deux l'une sur l'autre[M 80].
- Siège - Maçonnerie en contrehaut du sol d'un cabinet d'aisance, sur laquelle on s'appuie[M 80].
- Simblo ou Simbleau : Cordeau avec lequel on trace une circonférence entière ou une portion, lorsque sa grandeur surpasse la portée d'un compas ; c'est aussi le nom qu'on donne à la courbure[M 80].
- Singe - Voir Grue préindustrielle (Vocabulaire).
- Singler - Dans le toisé (ancêtre du métré, pour lequel l'unité est la toise), prendre avec un cordeau le pourtour d'une voûte, le développement des marches d'un escalier ou de sa coquille[M 80].
- Sinueux - Tout ce qui n'est point en ligne droite et qui forme des ondes, des plis, des coudes[M 80].
- Smille - Voir Lexique de la pierre naturelle (Outils) ; Smiller - Voir Lexique de la pierre naturelle (Moellon).
- Socle - Solide carré qui a moins de hauteur que de superficie, et qui se met sous les bases des piédestaux des statues, des colonnes, des vases, des caisses. Socle continu : Solide carré qui règne de niveau dans une façade, sur lequel sont posés des colonnes, des pilastres, des balustres[M 81].
- Soffite - Dessous de ce qui est suspendu. Soffite d'architrave, de larmier : Face unie ou décorée sous une, architrave ou sous un larmier[M 81].
- Sol - Superficie de la terre, l'aire du terrain, la place sur laquelle on élève un bâtiment[M 81].
- Solide - Tout corps qui a trois dimensions, longueur, largeur et profondeur ; par exemple, un massif plein. Se dit aussi du fond du terrain dans les fondements d'un édifice. Solidité : Qualité des matériaux et de toute bonne construction[M 81].
- Solin - Dispositif visant à assurer l'étanchéité, en différents endroits d'une construction et selon différentes modalités.
- Sommet - Plus haut point d'un corps quelconque, comme d'un triangle, d'un fronton, d'un mur de pignon et d'un comble[M 81].
- Sommier - Première pierre de chaque côté d'un arc ou d'une plate-bande, qui se trouve aplomb d'un pied-droit ou sur une colonne, un pilastre[M 81].
- Sonde - Grosse tarrière formée de plusieurs barres de fer qui s'emboîtent, dont on se servait pour percer un terrain afin de connaître la qualité du fond[M 81] ; Sondage - Inspections du sol en profondeur par forage, qui sont effectuées par un géotechnicien préalablement à l'implantation d'un bâtiment sur certains terrains, pour déterminer la nature de celui-ci et éventuellement les techniques particulières à mettre en œuvre si le sol s'avère de mauvaise qualité.
- Soubassement - Base d'un édifice, une espèce de piédestal continu, ayant une base et une corniche : On nomme aussi la partie basse d'un bâtiment soubassement ou retraite[M 81].
- Souche - Sortie d'un ou de plusieurs tuyaux de cheminée au-dessus de la couverture d'un bâtiment[M 81].
- Soudure - Jonction entre deux bavettes ou membranes d'étanchéité assurée par collage ou soudure à chaud.
- Souffleur - Voir Lexique de la pierre naturelle (Appareil).
- Souillard - Trou dans un entablement ou dans l'épaisseur du mur pour le passage des eaux d'un chéneau, ou bien dans une dalle, pour les eaux d'un tuyau de descente, qui se perdent dans un puisard, ou s'écoulent par une gargouille[M 82].
- Soupirail - Baie en glacis pratiquée dans l'épaisseur du mur de soubassement d'un édifice et dans l'épaisseur de celui des caves, dont les deux jouées sont rampantes, pour donner de l'air et un peu de jour aux étages souterrains, caves ou cuisines[M 82].
- Soupirail d'aqueduc - Ouverture en abat-jour qu'on pratique de distance en distance dans l'extrados de la voûte pour laisser échapper l'air qui empêcherait le cours de l'eau[M 82].
- Sphère - Corps solide parfaitement rond qu'on emploie pour servir de couronnement[M 82].
- Spirale (Ligne) : celle qui, en tournant, s'éloigne toujours de son centre[M 82].
- Stéréobate - Base d'un édifice ou socle continu sans moulure saillante[M 82].
- Stéréographie - Description des solides, la science de leur développement[M 82].
- Stéréométrie - Partie de la géométrie qui traite de la mesure des solides[M 82].
- Stéréotomie - Science de la coupe des solides, et que l'on nomme science du trait[M 83].
- Striure - Chaque cannelure, avec son listel, faite dans une colonne[M 83].
- Stylobate -  Base d'un édifice ou socle continu, différent de stéréobate, en ce que celui-ci est orné de base et de corniche, et qu'il fait avant et arrière-corps sous les colonnes[M 83].
- Surbaissé, Surbaisser - Voir Lexique des arcs et voûtes.
- Surcharge - Excès de charge qu'a un plancher par l'aire faite dessus qui a trop d'épaisseur[M 83] ; Surcharge - Surcroît d'épaisseur qu'on donne à un enduit fait sur un vieux mur ou sur un pan de bois pour en dresser le parement[M 84].
- Surface - Ce qui n'a que deux dimensions, longueur et largeur[M 83].
- Surhaussé, Surhausser - Voir Lexique des arcs et voûtes.
- Surplomb - Constructions élevées dont la face n'est pas d'aplomb, et dont les parties supérieures sont plus saillantes que les inférieures ; ce qui est l'opposé au talus[M 83].

## T
- Tableau de pied-droit, de baie ou de jambage - Partie de l'épaisseur du mur qui fait angle droit, ou aigu ou obtus, avec le parement extérieur de ce mur dans une arcade, dans une baie de porte ou de fenêtre[3], depuis la feuillure jusqu'au parement extérieur[M 84].
- Tablette - Toute bande de pierre de peu d'épaisseur, ornée de moulure ou non, posée horizontalement, et servant à couvrir un mur de terrasse, le bord d'un bassin, d'un canal ; Tablette d'appui : Tablette qui couronne une balustrade, un balcon ou l'appui d'une fenêtre ; Tablette de jambe étrière : Dernière pierre qui couronne une jambe étrière, et qui porte quelque moulure en saillie sous un poitrail ou sur deux : On la nomme imposte, chapiteau ou coussinet, quand elle reçoit une ou deux retombées d'arcade[M 84].
- Tâche - Ouvrage que doit faire un ouvrier dans un certain temps et pour un certain prix[M 84].
- Taillant - Partie aiguë et déliée d'un outil ou instrument tranchant[M 84].
- Taille - Voir Lexique de la pierre naturelle (Taille).
- Tailloir - Voir Lexique des colonnes.
- Taloche - Bout de planche au milieu de laquelle est une poignée, qui sert d'une part à prendre du mortier, et d'autre part à « talocher » c’est-à-dire à lisser le mortier ou le béton pour l'aplanir. - Voir aussi Lexique du plâtre.
- Talon - Moulure concave par sa partie inférieure, et convexe par la supérieure - On le nomme talon renversé lorsque la partie inférieure est convexe[M 85].
- Talus, Talut ou Talud : Inclinaison sensible ou la pente qu'on donne au parement d'un mur de terrasse, de revêtement, de réservoir - Voir Mur ; Taluter - Élever en talus, donner du talus à un mur[M 85].
- Tambour- Voir Lexique des colonnes.
- Tamis - Cercle de bois mince au milieu duquel est un tissu de crin ou de soie dont on se sert pour passer le plâtre et le ciment[4] fin ; Tamiser - Passer au tamis le plâtre, le ciment[M 85]. Voir aussi Lexique du plâtre.
- Tampon - Dalle de pierre de forme ronde ou carrée, et mouvante, qui ferme à feuillure le dedans d'un châssis, couvrant l'ouverture d'une fosse, d'un puits, d'un regard[M 85].
- Tas - Amas de plusieurs choses ou d'une quantité de différents matériaux - On dit un tas de pierres, un tas de moellons[M 85].
  - Tas - Voir Lexique de la pierre naturelle (Taille).
  - Tas de charge - Voir Lexique des murs.
- Tassement - Effet d'un bâtiment affaissé par son propre poids dans toute son étendue ou dans une seule de ses parties[M 86].
- Tenon - saillie ronde ou carrée pratiquée dans le bout d'une dalle pour entrer en encastrement dans une entaille faite dans le joint de la suivante[M 86].
- Terminer - Mettre la dernière main à l'ouvrage[M 86].
- Terrasse - Couverture d'un bâtiment en plate-forme, recouverte en dalles ou en cailloux hourdés en mortier de ciment[4] ou enduite de mastic. C'est aussi un ouvrage de terre revêtu d'une muraille[M 86].
- Terrasseur - Anciennement, ouvrier qui hourde les cloisons, les pans de bois et les planchers en terre, dans les pays où la pierre et la chaux sont rares[M 86].
- Terrassement - Opérations destinées à modifier le profil d'un terrain. Le déblai consiste à enlever les terres, le remblai à les mettre en place.
- Terrassier - Ouvrier chargé de réaliser les terrassements.
- Terre - Substance dont est formé le sol.
  - Terre (Mise à la terre) - Ensemble des éléments qui permettent de relier les appareils électriques et prises de courant à la terre.
  - Terre franche - Anciennement, terre qui est grasse, sans gravier, et la plus propre, au défaut de mortier de chaux et sable, à hourder les murs, les pans de bois et faire des aires.
  - Terre cuite - Terre composée de différentes matières épluchées, bien broyées ensemble, avec lesquelles on fait la brique, le carreau et les poteries.
  - Terre plein - Terre rapportée entre deux murs de maçonnerie, qui sert de terrasse ou de chemin pour communiquer d'un lieu à un autre[M 86].
- Terrain - Surface de la terre sur laquelle on élève un édifice[M 86].
- Tête.
  - Tête de mur, Tête de jambage - Voir Lexique des murs.
  - Tête de voussoir - Voir Lexique des arcs et voûtes.
  - Tête de canal - Partie d'une pièce d'eau la plus proche du château[M 86].
  - Tête de chat - Nom qu'on donne à des petits moellons presque ronds[M 51].
- Tête de marteau - Partie métallique d'un marteau[M 51].
- Têtu - Gros marteau.
- Tuileau - Morceau de tuile cassée : Anciennement, on se servait des fragments de tuiles pour faire les voûtes de four, les contre-cœurs des cheminées, pour faire des lancis dans des murs de moellons dégradés et des scellements : avec ces débris que l'on fait le meilleur ciment[4],[M 87].
- Turcie - Levée ou digue en forme de quai, pour empêcher les débordements et les inondations d'une rivière[M 88].
- Tuyau.
- tympan - Partie unie, triangulaire ou circulaire d'un fronton, entre les corniches rampantes ou circulaire et celle de couronnement[M 88].
- Tympan d'arcade - Table unie et triangulaire formée par l'archivolte et par l'architrave qui est au-dessus[M 88].
- Théorie - Connaissance des principes d'une science ou d'un art sans les avoir appliqués[M 51].
- Toisé - Terme ancien désignant le métré ; Toiseur : Terme ancien désignant le métreur. Voir métré et métreur.
- Tondre ou Reblanchir - Voir Lexique des murs.
- Tonneau de Pierres - Voir Lexique de la pierre naturelle (Pierre).
- Tonnelle - Cabinet pratiqué dans un jardin couvert de verdure[M 51].
- Torcher - Enduire de terre ou torchis. On torche un mur, une cloison[M 51].
- Torchis - Terre grasse ou franche, détrempée avec de l'eau et mêlée de foin ou de paille coupée, dont on se sert pour faire des murs de clôture ou pour hourder des pans de bois, des cloisons, et faire les planchers : On le nomme aussi bauge[M 89].
- Torchon - Voir Lexique de la pierre naturelle (Bardage.
- Tore - Voir Lexique des colonnes.
- Tour de moulin à vent, Tour ronde, Tour creuse - Voir Lexique des murs.
- Tour d'échelle - espace de trois pieds de large que doit laisser un propriétaire entre son mur et la propriété de son voisin ; Servitude, appelée aussi « Droit d'échelle », qui permet à une personne de poser son échelle sur la propriété attenante du voisin, lorsqu'il n'y a pas la place suffisante pour réaliser des travaux.
- Tour du chat - Anciennement, espace de six pouces qu'on laisse entre le mur d'un four ou d'une forge et le mur mitoyen ; Tour de la souris - Espace de trois pouces qu'on laisse entre un tuyau d'aisance ou de descente et un mur mitoyen[M 89].
- Tour - Terme ancien synonyme de treuil[M 89] ; Tour - Circonférence, circuit extérieur d'une figure[M 89].
- Touret- Voir Lexique de la pierre naturelle (Bardage).
- Tracer en grand, Tracer par équarrissement, Tracer sur le terrain - Voir Lexique de la pierre naturelle (Appareil).
- Traîneau - Voir Lexique de la pierre naturelle (Bardage.
- Trait.
  - Trait de repaire - Ligne fixée par un alignement ; Trait de niveau : Ligne fixée pour la hauteur d'une retraite, ou pour former l'aire d'un plancher[M 90].
  - Trait - Voir Lexique de la pierre naturelle (Appareil). Voir aussi stéréotomie.
  - Trait carré - Ligne perpendiculaire sur une autre[M 90].
  - Trait de scie- Voir Lexique de la pierre naturelle (Taille).
- Tranchée - Excavation longue et étroite pratiquée dans le sol
  - Tranchée - Voir Lexique des murs.
- Transversale - Ligne qui coupe en travers ou obliquement[M 90].
- Trapèze - Figure à quatre côtés, dans laquelle il y a au moins deux côtés opposés qui ne sont pas parallèles[M 90].
- Travailler par épaulée - Voir Lexique des murs.
- Travaillé - Désigne un bâtiment mal construit, dont les murs bouclent et sortent de leur aplomb. On dit, le bâtiment a travaillé[M 90].
- Travée de balustre - Rang de balustres terminé par des piédestaux ou des pilastres[M 90].
- Trigonométrie - Art de trouver les parties inconnues d'un triangle par le moyen de celles qui sont connues[M 90].
- Trompe, Trompillon - Voir Lexique des arcs et voûtes.
- Tronçon - Voir Lexique des colonnes.
- Trottoir - Chemin élevé que l'on pratique le long des maisons ou des parapets d'un quai, d'un pont[M 87].
- Trou - Une cavité faite dans la pierre, dans le moellon ou dans le plâtre pour sceller des pièces de fer ou de bois, pattes, gonds, gâches, poteaux, bâtis, coulisses, etc[M 87].
- Trousse - Voir Grue préindustrielle (Vocabulaire).

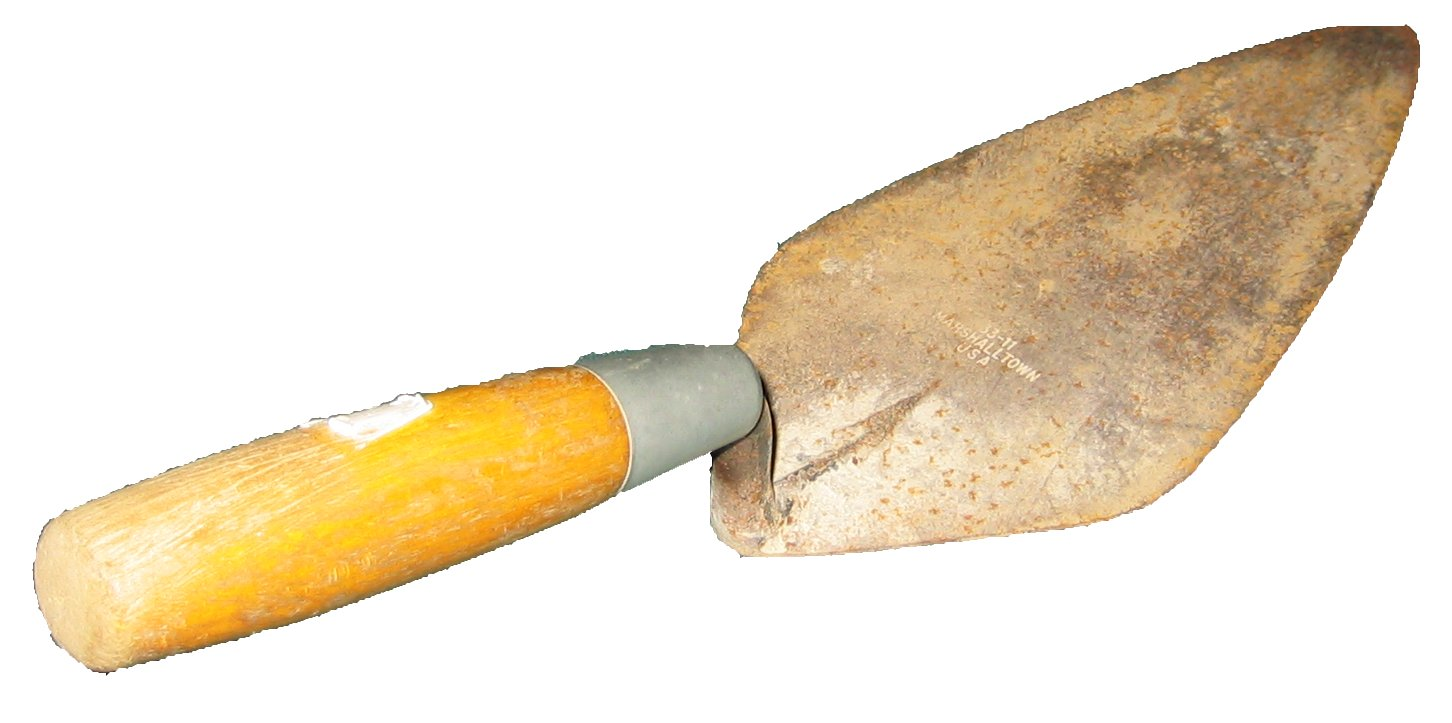
L'outil emblématique du maçon, la truelle

- L'outil emblématique du maçon, la truelle Truelle - Outil de fer ou d'acier, avec manche de bois, dont on se sert pour employer le plâtre et le mortier, pour unir les enduits - Anciennement, la truelle de cuivre est ronde par son extrémité, et sert pour le plâtre ; celle de fer est pointue, et sert pour le mortier ; Truelle brétée - Truelle de fer dont le bord est dentelé comme une lame de scie, et qui sert à gratter la superficie des enduits pour les dresser avant de les nettoyer ; Truellée - se dit de la quantité de plâtre ou de mortier gâché que peut contenir une auge : Pour une moindre quantité on dit : demi-truellée[M 87].
- Trumeau - Voir Lexique des murs.
  - Trumeau mitoyen : - Voir Jambe étrière[M 87].

## U
- Usages - Conventions tacites qui faisaient loi autrefois dans le toisé des bâtiments[8].

## V
.

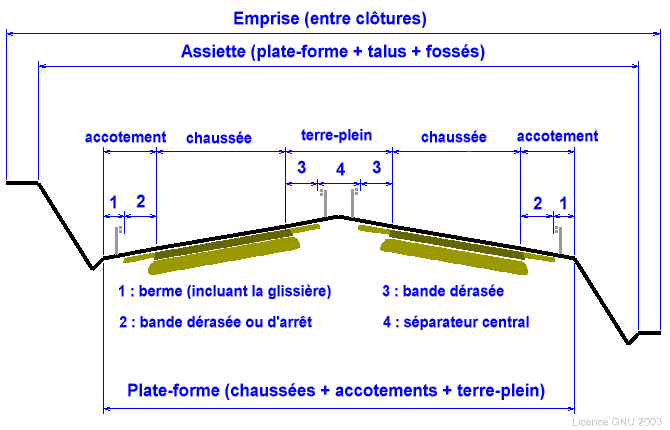
Voirie - Éléments de vocabulaire routier

- Végétalisation - Aménagements en vue de faire pousser de la végétation sur des murs, une terrasse ou une toiture. On parle de Mur végétalisé et de Toiture végétale.
- Veine - Voir Lexique de la pierre naturelle (Caractéristiques).
- Ventre - Voir Lexique des murs.
- Verboquet - Voir Corde (Dans la construction).
- Vérin - Machine qui sert à soulever des parties de plancher de poutres... pour les remettre de niveau[8]. Certains bâtiments sont montés sur des vérins hydrauliques.
- Vermiculé - Voir Lexique de la pierre naturelle (Finition).
- Vermiculite - Minéral utilisé sous forme expansée comme isolant thermique, comme agrégat léger pour le béton.
- Vernissage - Poterie, brique, tuyau qui est enduit de vernis dans un but esthétique, ou dans le but de le rendre étanche[M 91].
- Verre - brique de verre - Brique en verre transparent ou translucide utilisée dans des murs et dans des plancher ; verre cellulaire - Matériau constitué de verre dilaté utilisé en panneau comme isolant.
- Verseau - Voir Lexique des colonnes.
- Verticalement - Placé d'aplomb ou perpendiculairement à l'horizon, tel que la façade d'un bâtiment[M 91].
- Vestibule - Lieu couvert qui précède toutes les pièces et escaliers d'un édifice[M 91].
- Vide - Baie ou ouverture dans un mur, dans une cloison : On dit dans ce sens que des trumeaux de fenêtre[3] sont espacés tant pleins que vides. Vide signifie aussi hors d'aplomb ; par exemple, lorsqu'un mur déverse, on dit qu'il tire ou pousse au vide[M 91]. Vide sanitaire ou vide venilé- Espace accessible ou non accessible sous le premier plancher, dont le but est d'assurer l'isolation par rapport au sol.
- Vif - Voir Lexique de la pierre naturelle (Taille).
- Vindas - Voir Grue préindustrielle (Vocabulaire).
- Vingtaine - Voir Corde (Dans la construction).
- Vive-arête - Angles aigus faits sur la pierre ou sur le plâtre[M 91].
- Vivier - Pièce d'eau, dormante ou courante, entourée de murailles, dans laquelle on conserve du poisson[M 91].
- Voie - Anciennement, charge d'une voiture de divers matériaux, comme pierres, moellons, plâtre et gravois[M 92].
- Voie - Voir Lexique de la pierre naturelle (Taille).
- Voile - Parties d'une voûte d'ogive entre les arcs dans l'architecture gothique ; voile de béton une paroi en béton armé coulée in situ entre des banches - coque de béton
- Voirie - Ensemble des constituants d'une route.
- Volute - Voir Lexique des colonnes.
- Vomitoire - Voir Lexique des escaliers.
- Voussoir, Voussure, Voûte, etc. - Voir Lexique des arcs et voûtes.

## W
- WC - Toilettes.